# Dodge Coronet
Dodge Coronet (Додж Коронет) — модель легкового автомобіля американського автовиробника Dodge, яка продавалась в категорії великого розміру в період 1949-1959 років, спочатку в лінійці найвищого оздоблення, а з 1955 року – найнижчого оздоблення. З 1965 по 1976 модельні роки, назву носили моделі середнього розміру.

## Перше покоління (1949–1952)

### 1949

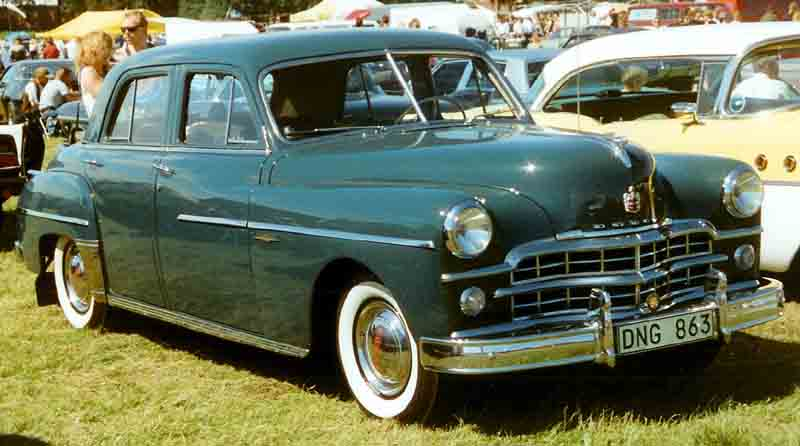
4-дв. седан 1949 року

Dodge Coronet був представлений з першими повоєнними стилями кузова даного підрозділу. Нижчими лінійками оздоблення були Wayfarer і Meadowbrook, де Wayfarer був побудований на коротшій 115-дюймовій колісній базі. Єдиним двигуном для Dodge був 230-куб. дюймовий (3,800 см³) плоский рядний 6-циліндровий з 1-камерним карбюратором Stromberg, який виробляв 103 к. с. (77 кВт) (чисті). Базовий Dodge Coronet був легким швидкісним автомобілем, і 6-циліндровий двигун міг розігнати його до 90 миль/год. (140 км/год.)+. Лімітованою моделлю був 4-дверний 8-місний лімузин, подовжена версія базового Dodge Coronet. Однією з найбільш помітних особливостей Coronet першої генерації була 3-ступенева трансмісія типу fluid-drive, яка керувалась за допомогою ножної педалі на підлозі. Вона не вимагала важеля переключення. Він мав повний набір шкал виміру.

### 1950

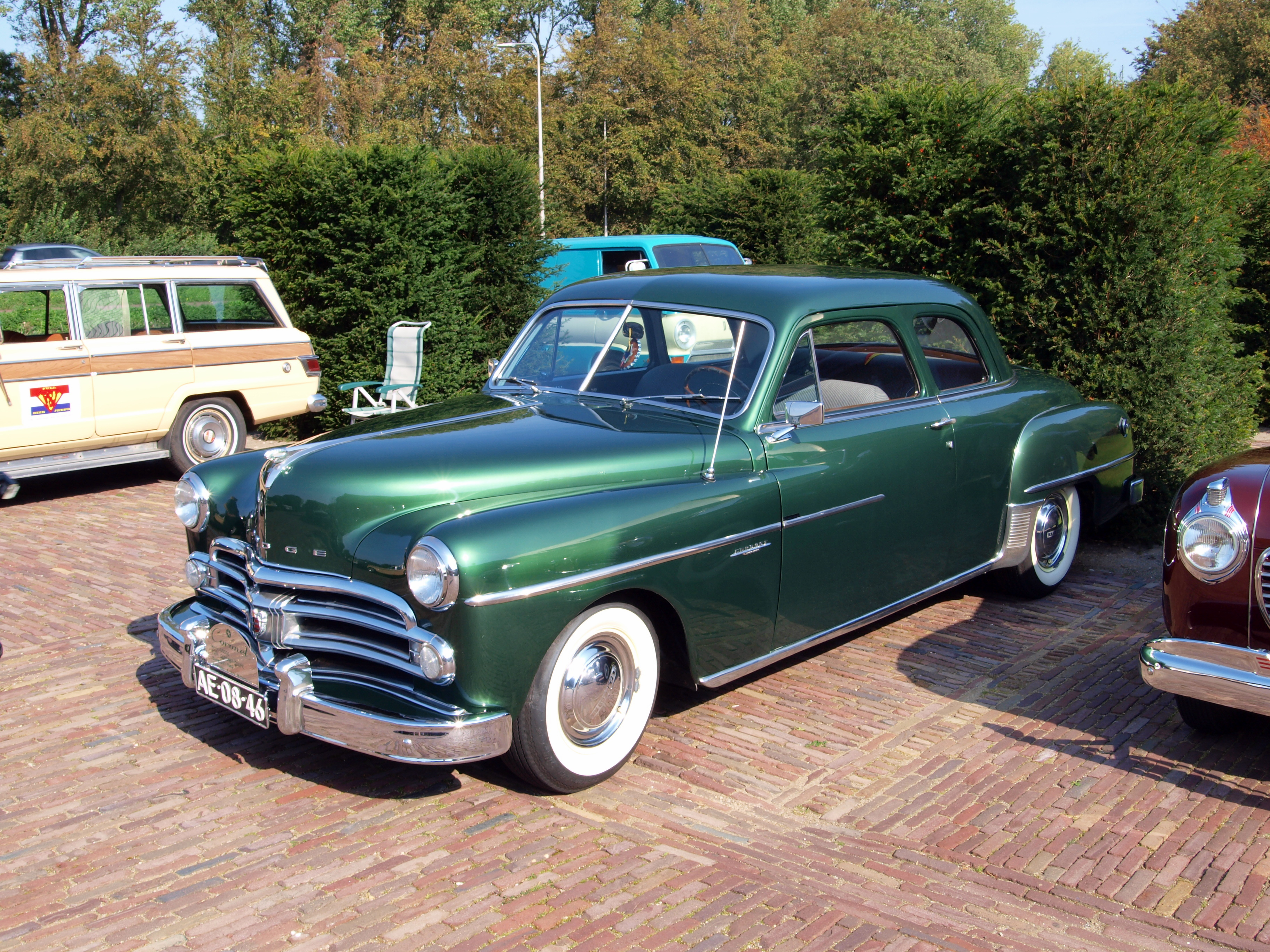
2-дв. купе 1950 року

Dodge отримав оновлення в 1950 році, але, як і моделі 1949 року, все ще був поділений на лінійки Wayfarer, Meadowbrook і Coronet. Моделі 1950 року можна легко визначити за новою решіткою радіатора, яка включала 3 масивні горизонтальні бруси. Верхній і нижчий бруси утворювали стилізовану форму оболонки. Всередині цієї оболонки був товстий центральний брус з сигнальними ліхтарями на кожному кінці, й велика хромована бляшка в центрі, які утворювали візерунок Dodge. Довжина 8-місного седана складала 216.8 дюймів.

### 1951–1952

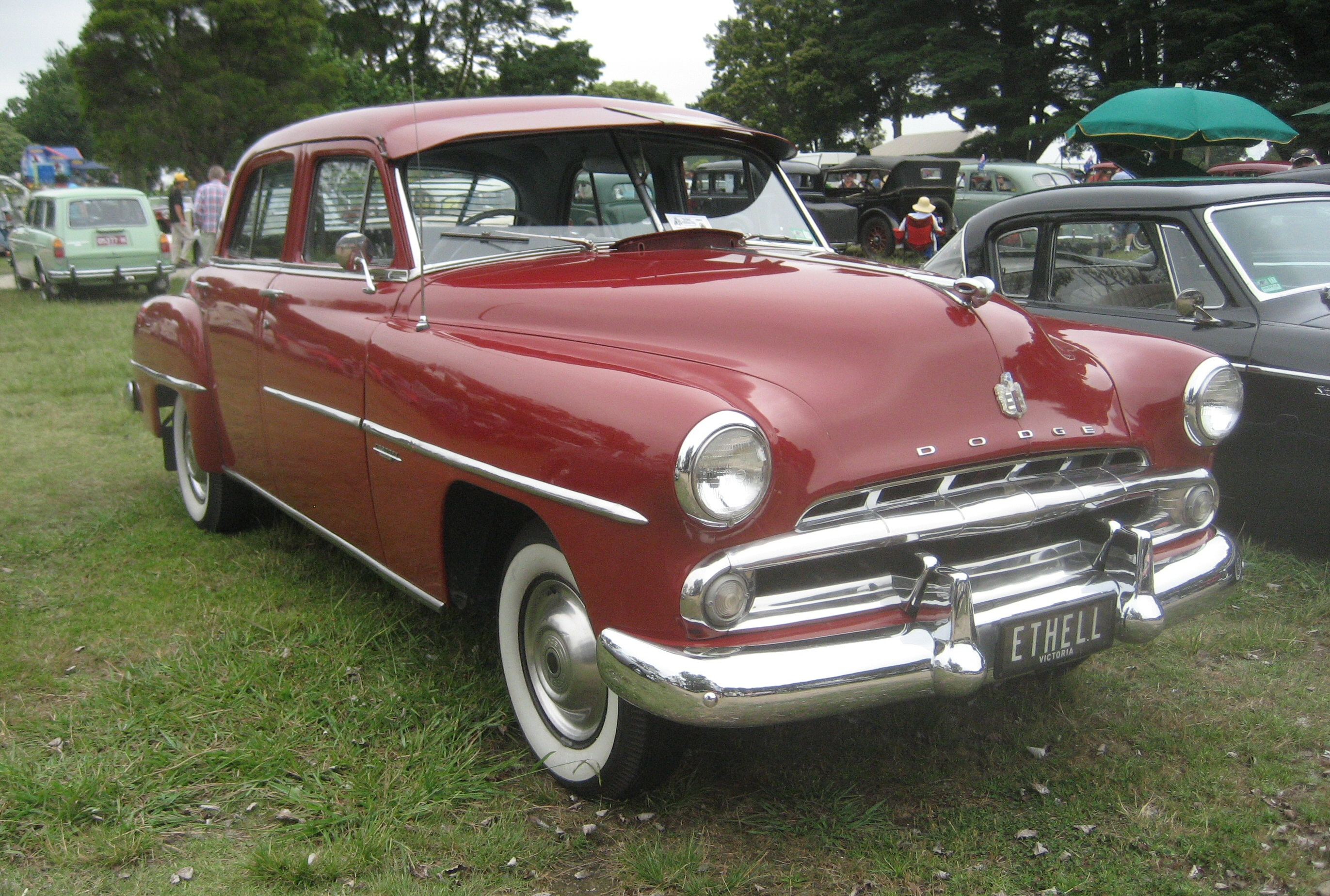
4-дв. седан 1952 року

Dodge отримав ще одне оновлення в 1951 році, але цього разу автомобілі залишались фактично незмінними на два модельні роки. Зайняті випуском військових машин для використання в Кореї, вони вирішили не виділяти цінні ресурси на повний редизайн цивільних машин. Все ще маючи лінійки Wayfarer, Meadowbrook і Coronet в 1952, до 1953 року лінію Wayfarer відкинули. Виробництво 8-місного седана також згорнули. Решітка моделі 1951–52 рр. була подібною у формі на ту, що в 1950 р., але без вертикальної центральної підпорки, та з додаванням шістьох решіточок по горизонталі між верхнім і центральним брусами, за рахунок чого був отриманий повністю новий вигляд моделі. Coronet Diplomat був першим хардтоп-кабріолетом Dodge, який мав сталевий дах без стійок, подібний у стилі на тогочасний Chrysler Newport. Спідометр тепер був круглої форми, а інші чотири шкали були прямокутними.

## Друге покоління (1953–1954)

### 1953

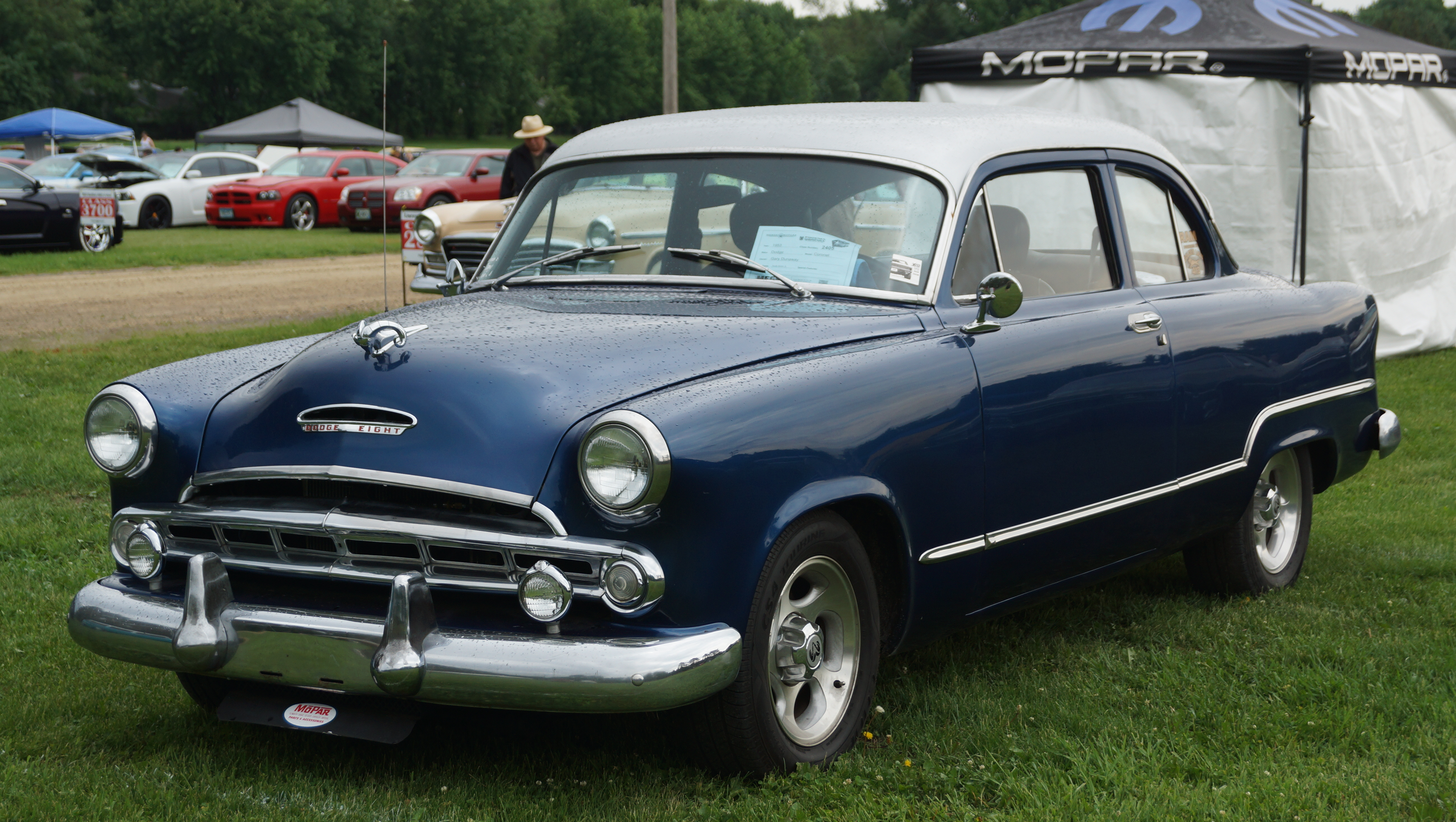
2-дв. седан 1953 року

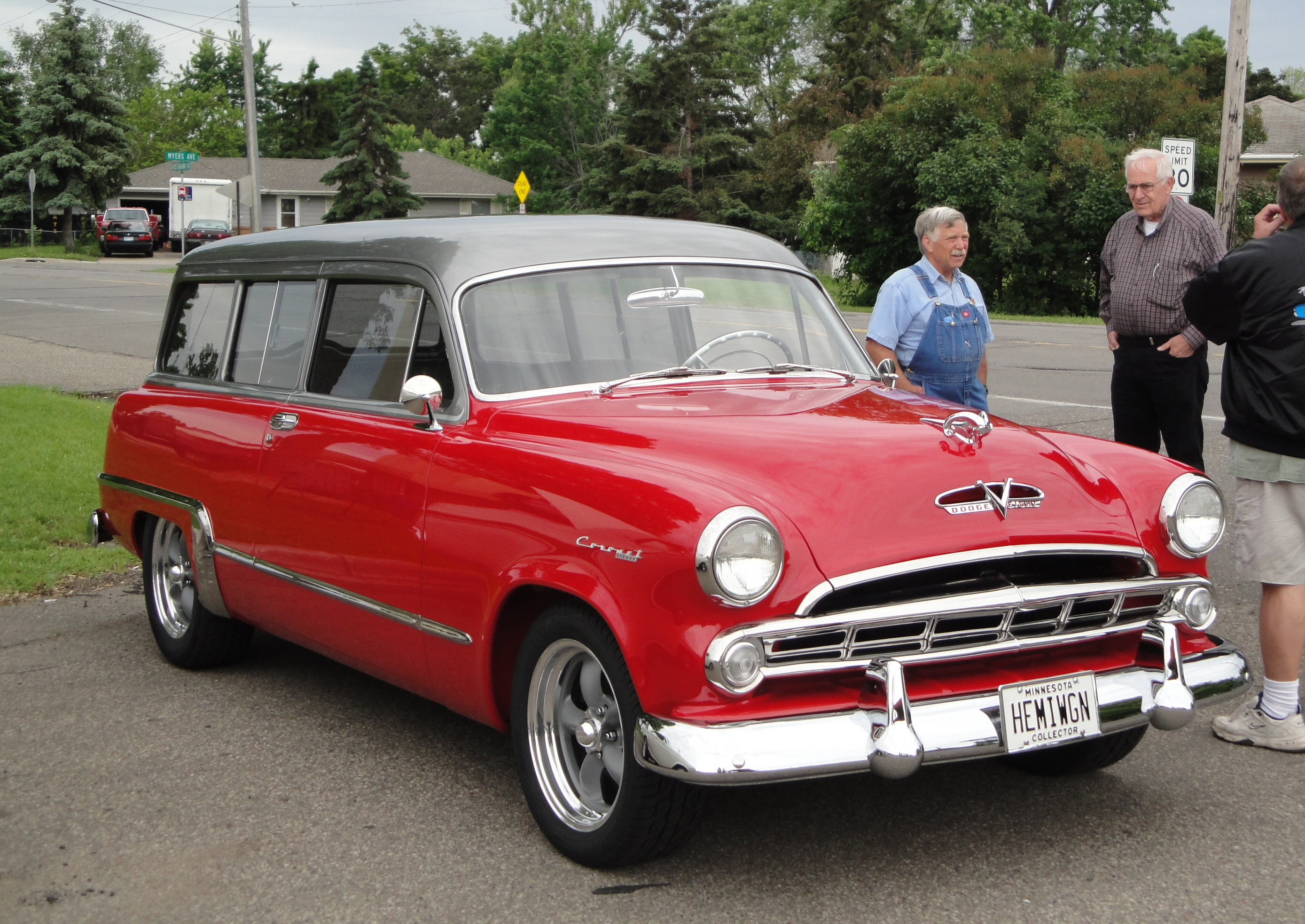
2-дв. універсал Coronet Sierra 1953 року

Для 1953 року Coronet був повністю оновленим, ставши більшим в розмірах. Він отримав опційний 241 куб. дюймовий (3.9 л) двигун V8 Hemi «Red Ram» і встановив більше 100 земних швидкісних рекордів на Bonneville Salt Flats. Для того, щоб відрізнити версію з двигуном V8, на капоті з'явилась емблема з написом Dodge Eight по боках від літери V з прорізами. Окрім того, маскот фірмової емблеми на капоті, голови барана, став більшим в розмірах, особливо за рахунок більших рогів. Хромоване бокове оздоблення тепер стало суцільним. Дорожчі версії моделі мали хромовані контури колісних арок. Вітрове скло стало суцільним, заднє — панорамним. На хардтопі Diplomat заднє скло складалось з трьох секцій. Універсал Coronet Sierra замість 4-дверного отримав 2-дверний кузов. Хромована решітка радіатора була подібною до тої, що на моделі 1952 року, але на цій секція з п'ятьма перетинками перемістилась вже під центральну планку. Електричні двірники вітрового скла були стандартом, тоді як радіоприймач коштував $83.

### 1954

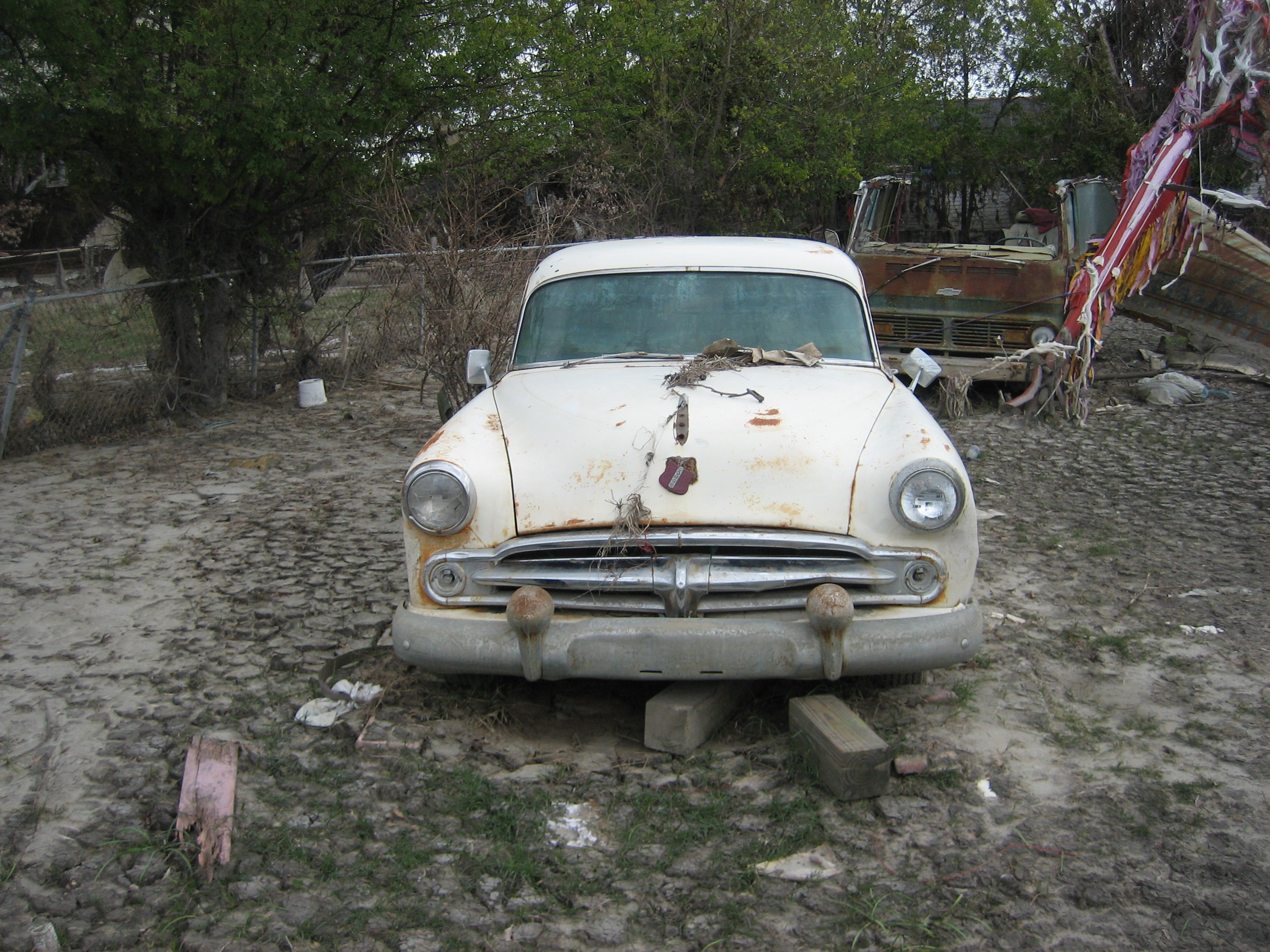
4-дв. седан 1954 року

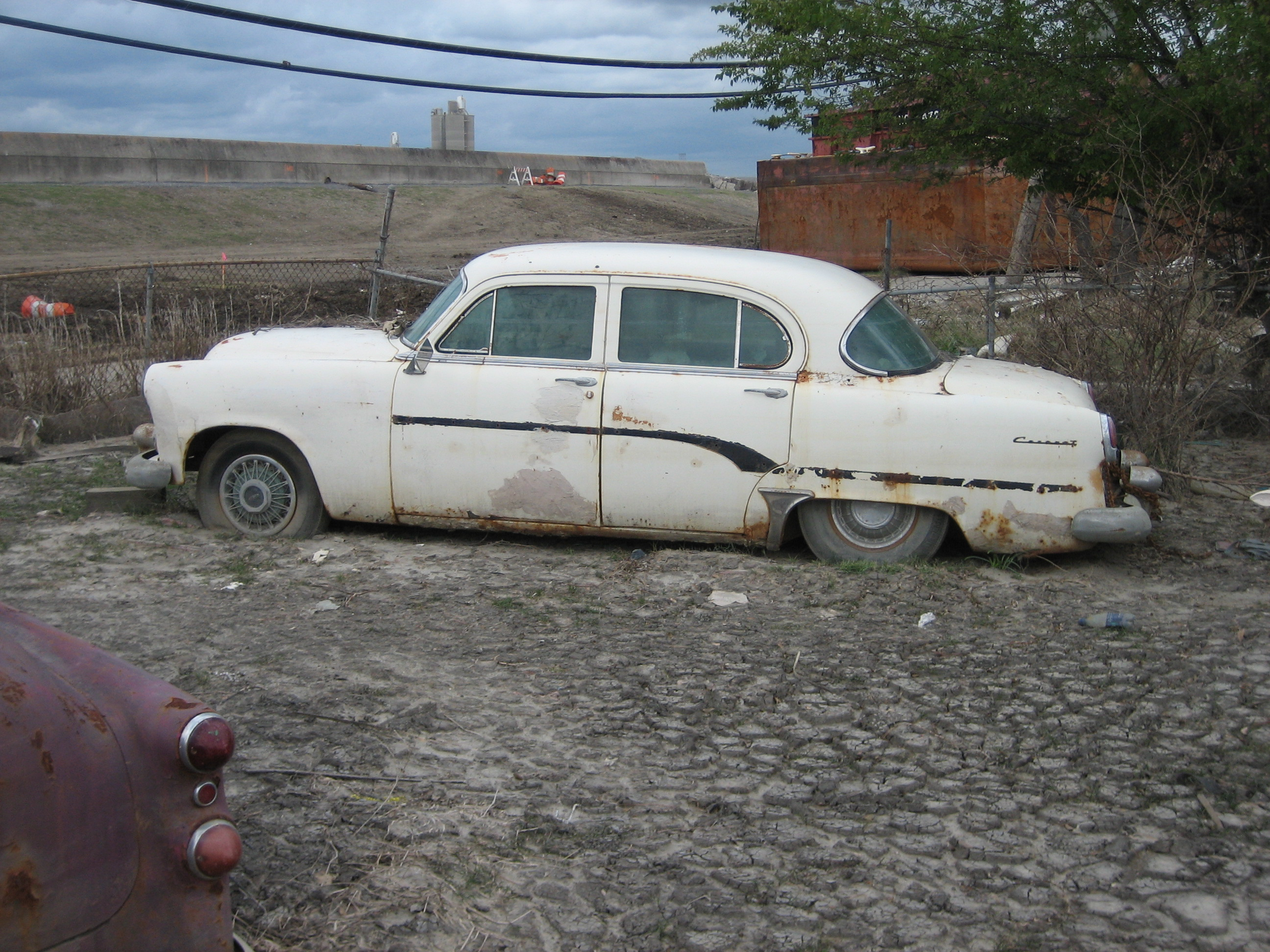

В 1954 році відбулось невелике оновлення моделі. В лінійку Dodge була додана нова модель Royal над Coronet. Dodge робив всі свої моделі більш розкішними, які включали лінійки Meadowbrook, Coronet і нову Royal. Досі зміни в стилі для 1954 року були скромними. Хромована накладка на губі капота була ширшою, ніж на моделях 1953 року і  п’ять вертикальних поділок, які використовувались раніше, були замінені на велику хромовану вертикальну підпорку в центрі решітки. Змінився візерунок хромованої смуги бокового оздоблення. Універсал Sierra знову отримав 4-дверний кузов, тоді як 2-дверний універсал отримав назву Suburban, а 2-дверний хардтоп Diplomat втратив власну назву. Він все ще мав повний набір шкал приладів. 1954 рік побачив першу повністю автоматичну трансмісію Chrysler, 2-ступеневу PowerFlite, яка пропонувалась як опція за додаткову плату на всі автомобілі Dodge.

## Третє покоління (1955–1956)

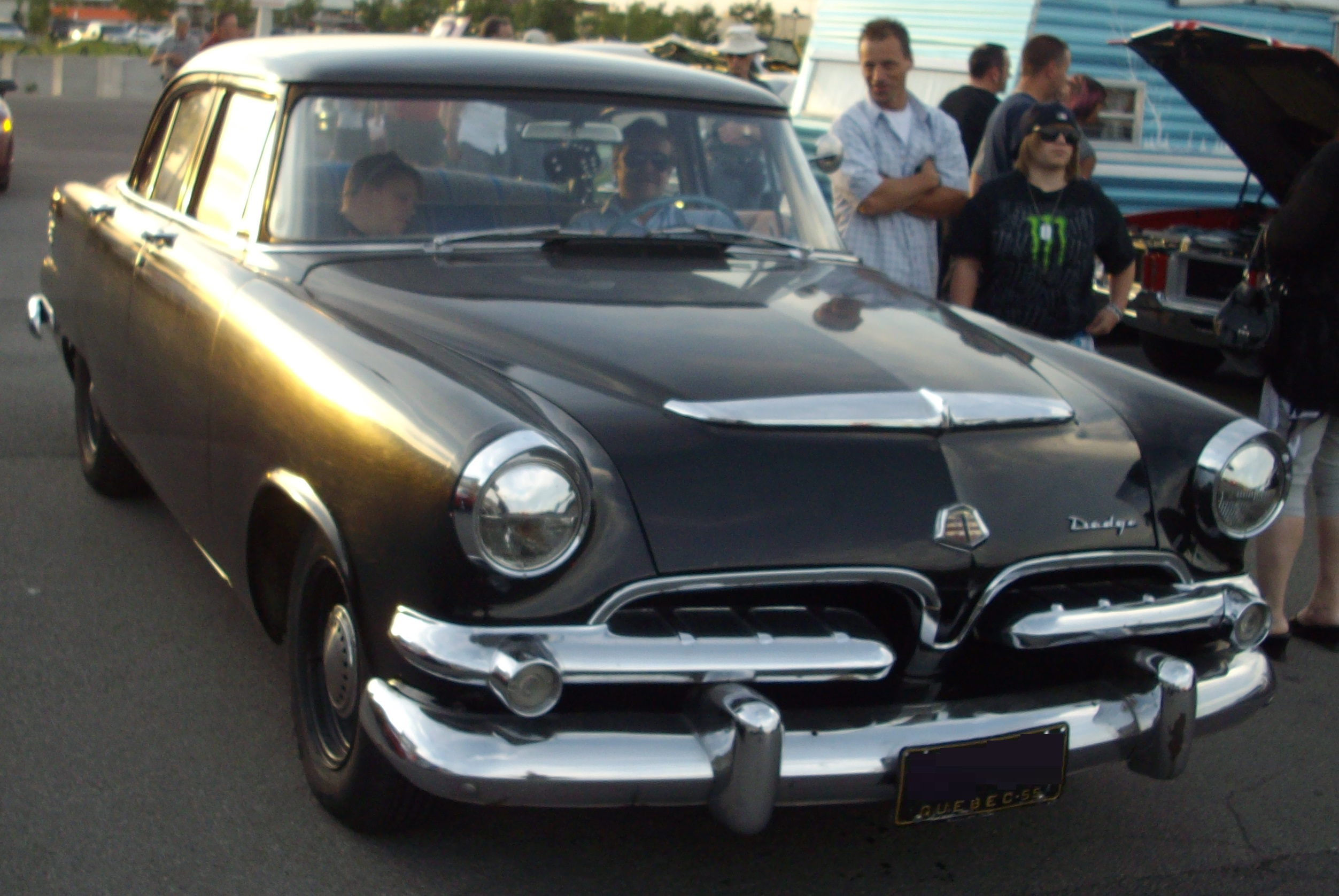
4-дв. седан 1955 року

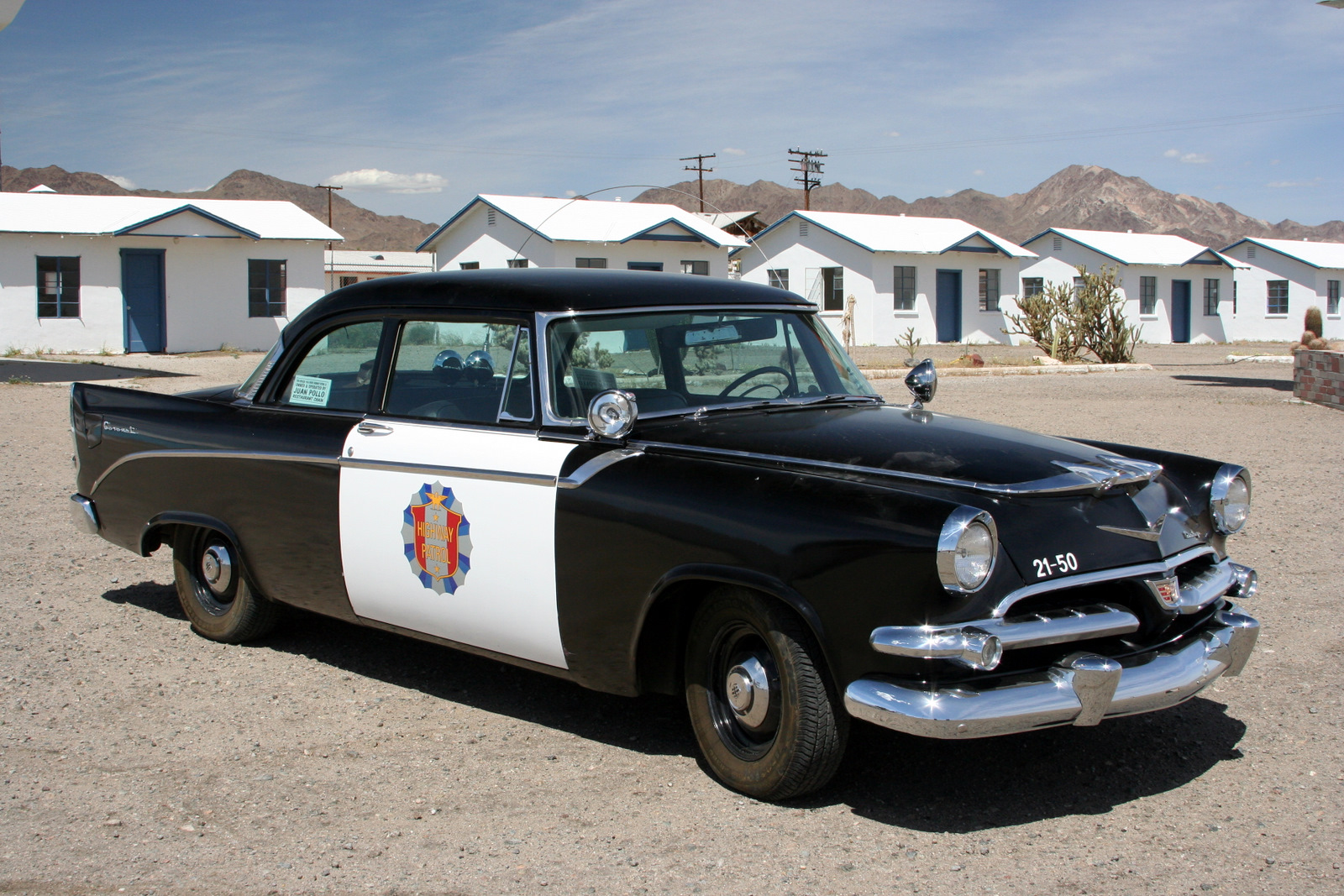
2-дв. поліцейський седан 1955 року

Coronet 1955 року відкинувся до нижчого кінця модельної лінійки Dodge, тоді як назви Wayfarer і Meadowbrook більше не використовувались, і з Custom Royal, доданим над Royal, Lancer, і La Femme. Кузови були рестайлингові з допомогою ново-найманого Вірджила Екснера, які стали нижчими, ширшими і довшими, аніж пухлий довоєнний стиль, які у свою чергу призвели до здорового імпульсу в продажах після 1954 року. Сила йшла від або 230 куб. дюймового (3.8 л) рядного 6-циліндрового двигуна Flathead від Chrysler, який видавав 123 к. с. (92 кВт), або двох пропонованих двигунів V8: 270 куб. дюймовий (4.4 л) з напівсферичними головками, які видавали 175 к. с. (130 кВт) і 315 куб. дюймовий (5.2 л) Hemi.
Електричні склопідйомники були новими. Колісна база була 120-дюймовою, а самі автомобілі мали 212.1 дюймів завдовжки. Були доступні кілька наборів оздоблення:
- 2- чи 4-дверний універсал — Coronet використовував назву Suburban на універсалі і мав або V8, або рядну шістку
- Хардтоп купе — Coronet Lancer V8
- 2- чи 4-дверний седан — V8 чи шістка
- 2-дверний седан — V8 чи шістка
- 4-дверний, 8-місний лімузин — V8

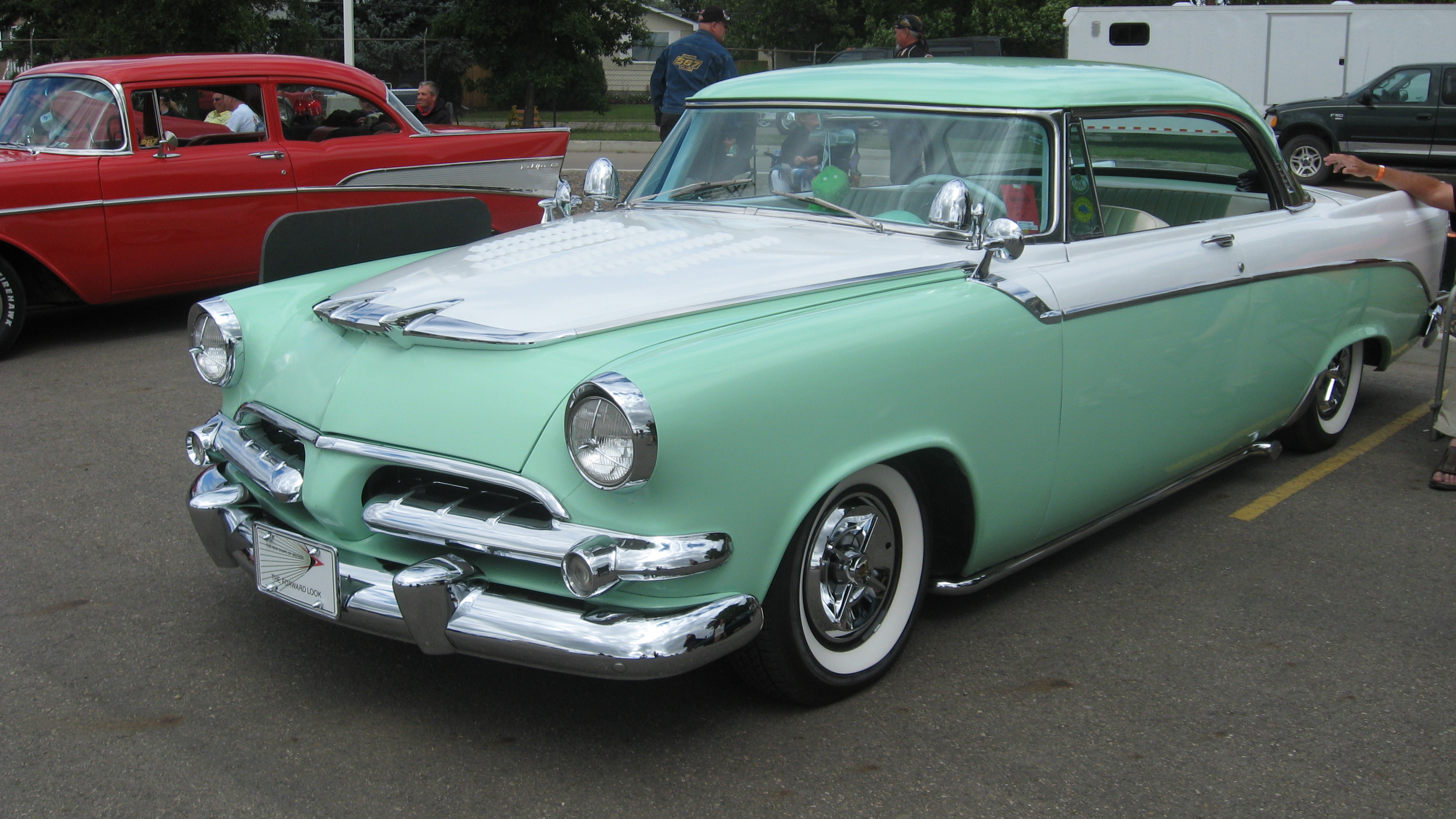
2-дв. седан Lancer 1956 року

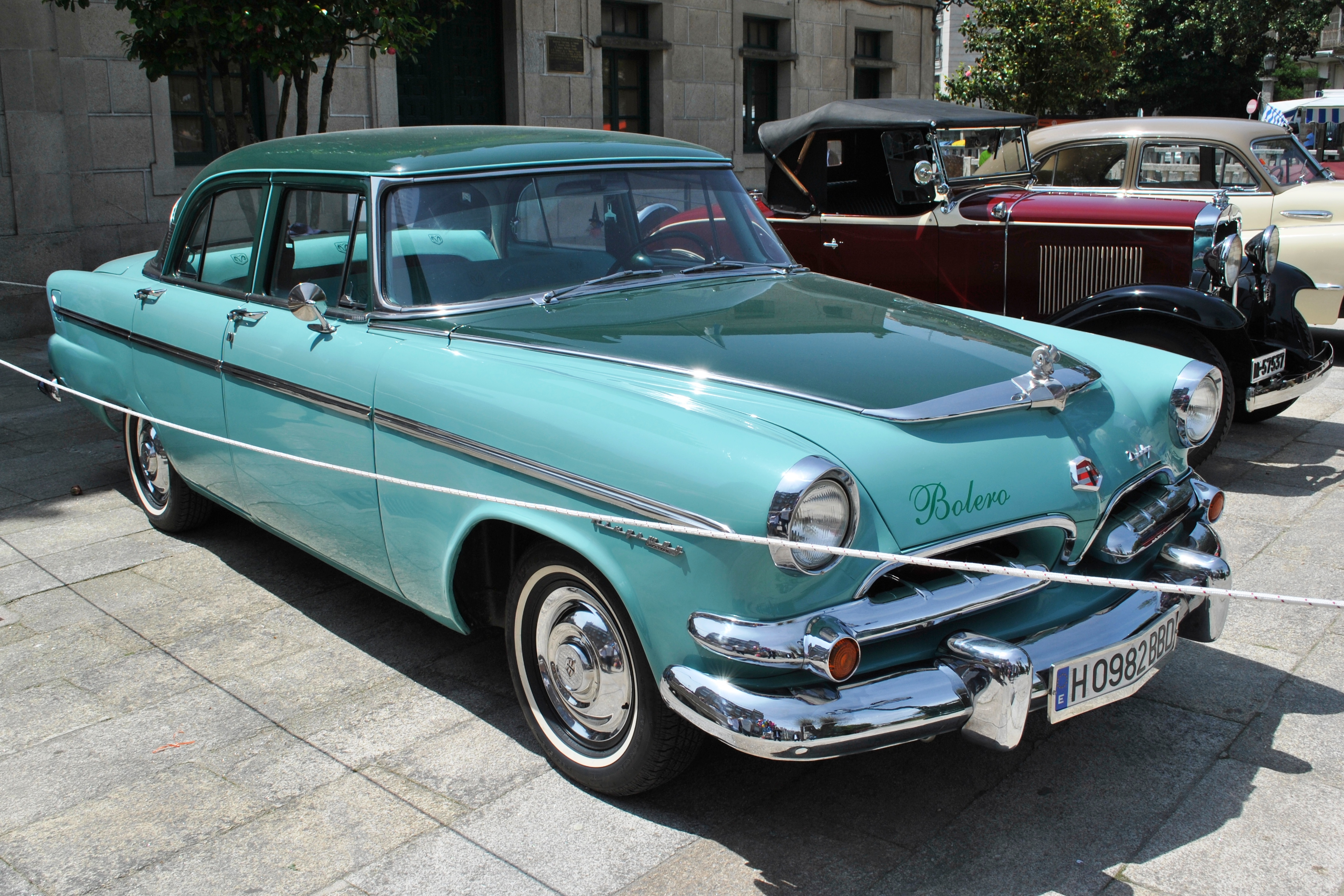
4-дв. седан 1956 року

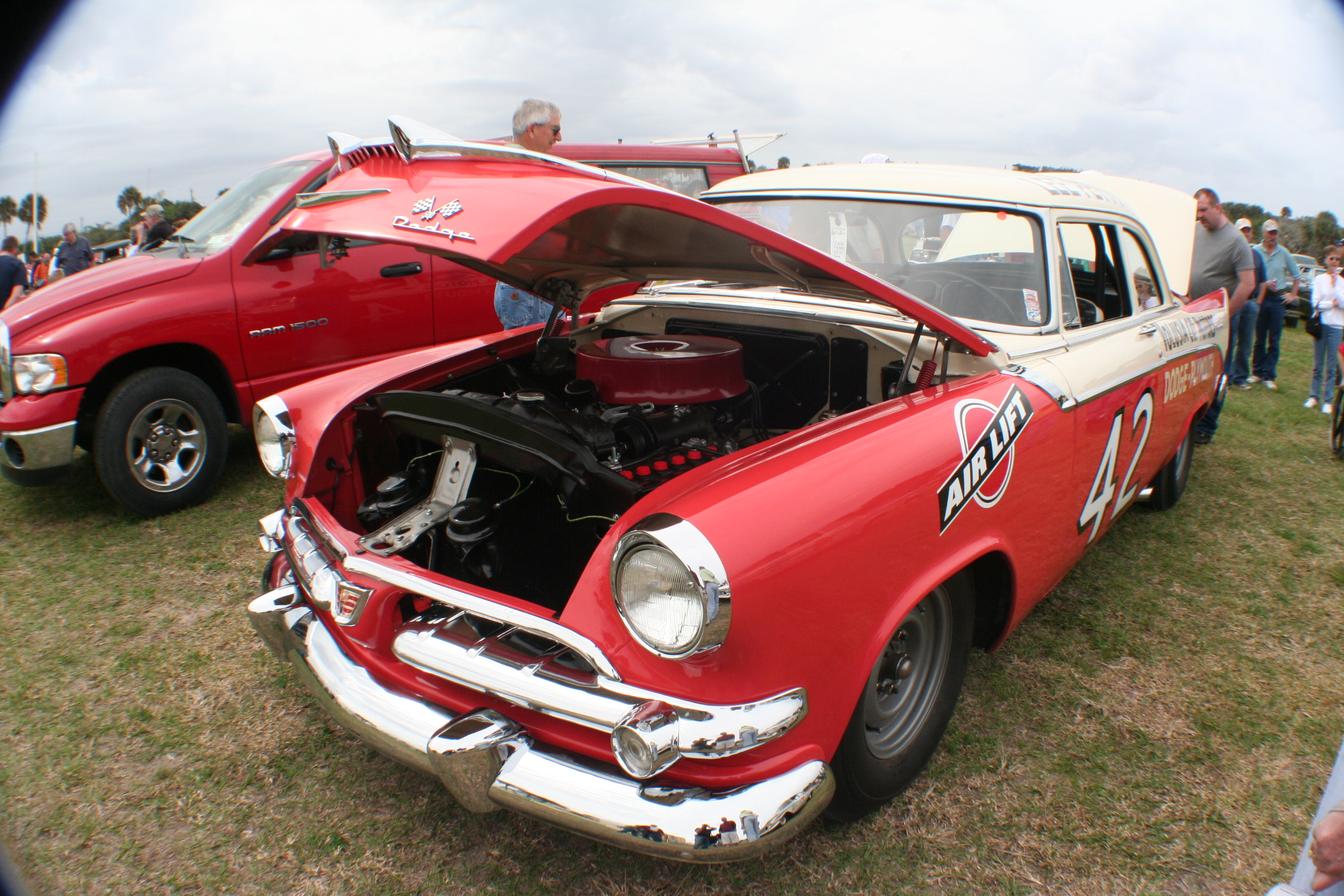
Coronet для NASCAR 1956 року

1956 був останнім роком цього кузова перед зміною 1957. Єдині пропоновані відмінності в 1956 році від попереднього були набори оздоблення і новий Dodge D-500. D-500 був першим заводським швидкісним автомобілем Dodge, зроблений в честь моделі (D-500-1) "Super Stock" зі значком з перехресними картатими прапорами і написом "500" на капоті і внизу кришки багажника, які також були доступні на замовлення від дилера на інші моделі Coronet, включаючи універсали і 2-дверні седани. Стандартне обладнання D-500 включало 315 куб. дюймовий (5.2 л) V8 з напівсферичними головками (не як інші Dodge V8, які використовували полісферичні головки), унікальний розподільний вал, штовхачі, клапани, карбюратор, запалювання і поршні. З коефіцієнтом стиснення 9.25:1, 4-камерним карбюратором Carter WCFB і подвійним розподільним валом, максимальна потужність склала 260 к. с. (190 кВт), тоді як обертальний момент склав тверді 330 фунт•фут (450 Н•м). D-500 також отримав покращену підвіску з жорсткими передніми гвинтовими пружинами; амортизатори напруженого режиму Oriflow, з такими самими клапанами, властивими для поліцейських авто Dodge, вмонтовані в пружини. Аналогічні були використані ззаду. Загальна висота D-500 була на 1.5 дюйма (38 мм) нижчою від його стандартного двійника Dodge. D-500 мав у стандарті 15x5.5 дюймові колеса з безкамерними шинами 7.60x15 дюймів. Новим в безпеці були безпечні замки дверей. D-500-1 (перший 500, рекомендований NASCAR) призначався для змагання NASCAR. D-500-1 мав навіть жорсткішу підвіску, аніж D-500. Під капотом, двигун отримав більші клапани (десь на 18% більші), повністю гоночний розподільний вал, впускний колектор подвійного навантаження, який використовував два 4-камерні карбюратори Carter WCFB і оголив кузовні панелі для коефіцієнта стиснення 8.25:1. Це все підвищилось до 285 к. с. (213 кВт). Це був найшвидший заводський автомобіль того року.

## Четверте покоління (1957–1959)

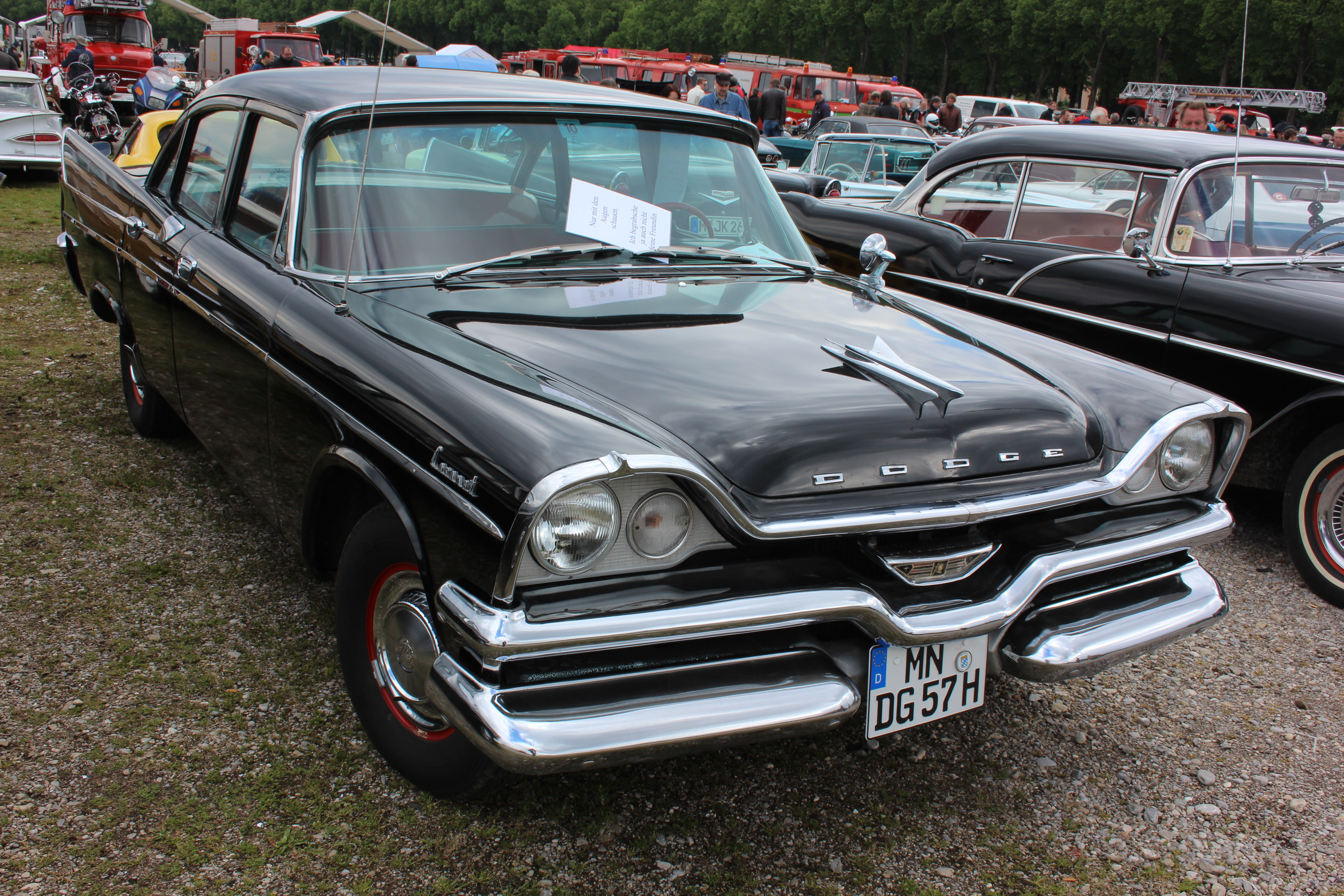
4-дв. седан 1957 року

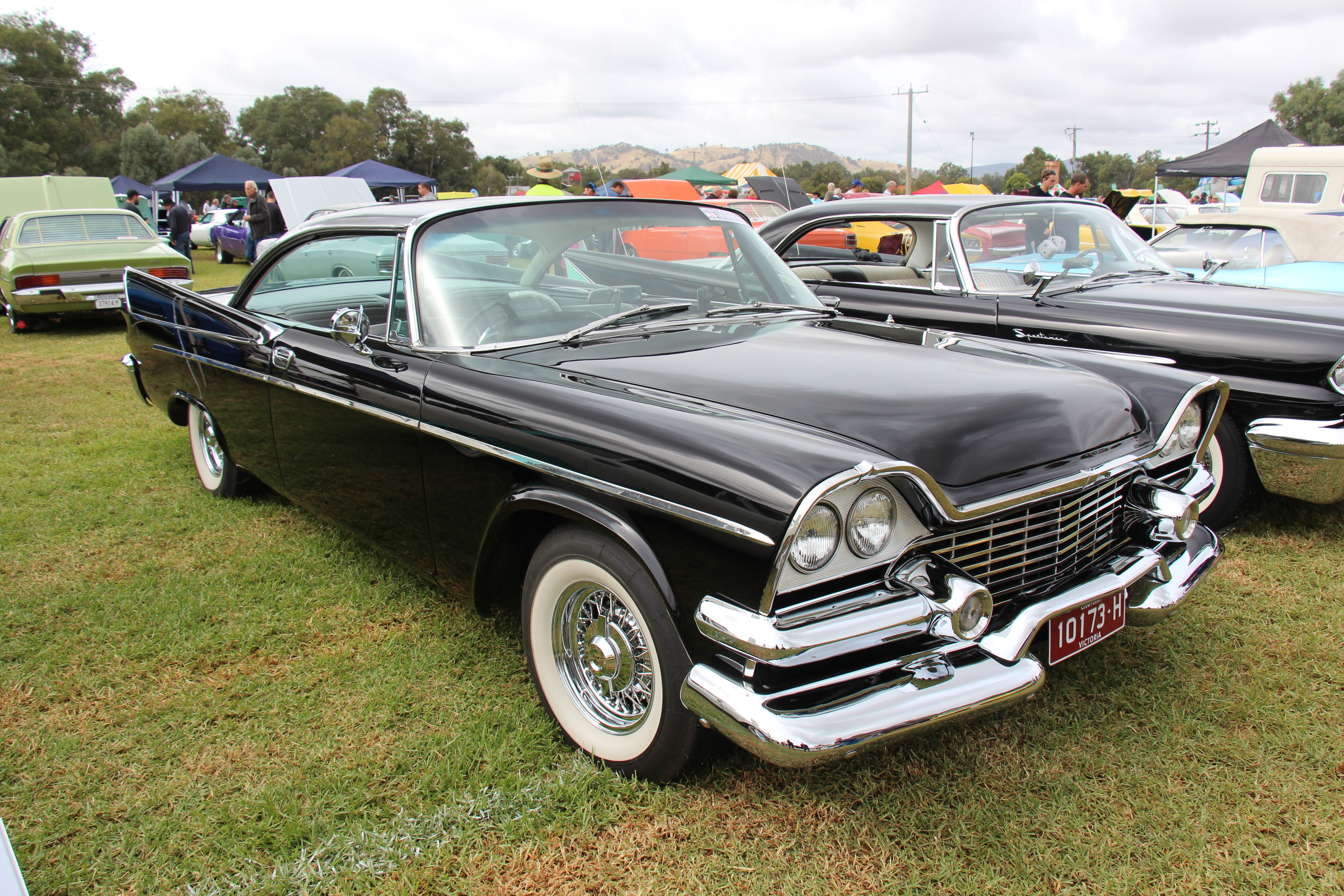
2-дв. хардтоп 1958 року

В 1957 модельному році дебютував новий D-501, який замінив D-500 попереднього року як топового Coronet. D-501 отримав довершений крайслерівський 354-куб. дюймовий (5.8 л) Hemi V8, який насправді був похідним від двигуна Chrysler 300B 1956 року. Розподільні вали з 392 куб. дюймових двигунів Chrysler 1957 року були встановлені у V8 354. Пара 4-камерних карбюраторів Carter годували коефіцієнтом стиснення 10.0:1 для вироблення 340 к. с. (250 кВт). Інші зміни включали додавання передньої підвіски Torsion-Aire Ride (торсіонна) і підвіски для важких умов експлуатації з амортизаторами і листовими ресорами ззаду. Задня вісь 3.73:1 була стандартною з 3-ступеневою ручною трансмісією, але автомобілі з автоматом отримали задню вісь 3.18:1. Були доступні 13 опційних задніх осей, в межах від 2.92:1 до 6.17:1. D-501 отримав шини 7.60x15 на колеса 15x8 дюймів. Гальма були барабанні з 12 дюймами (300 мм) в діаметрі. Було виготовлено лише 101 машину D-501. М’яка панель приладів була опцією.

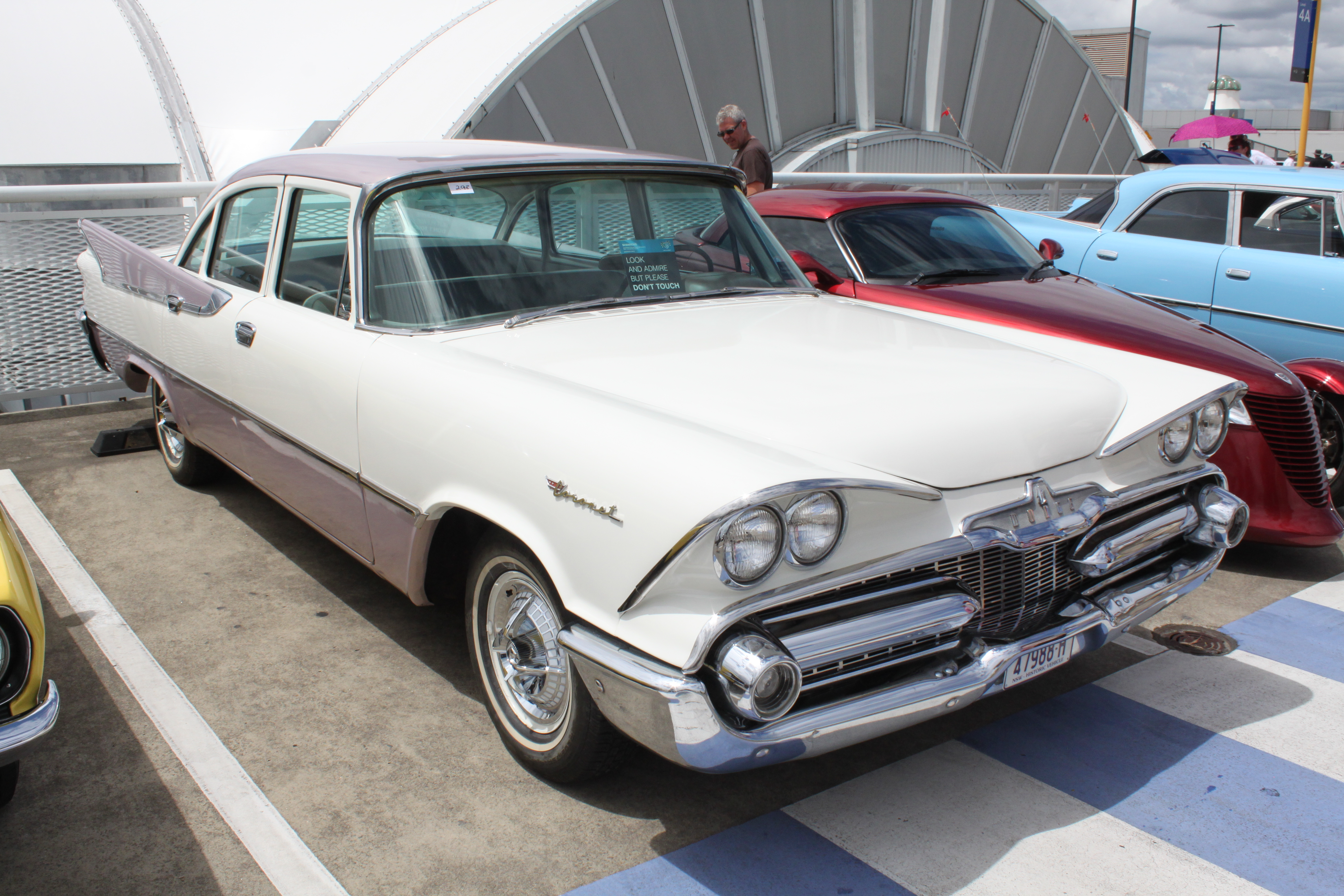
4-дв. седан 1959 року

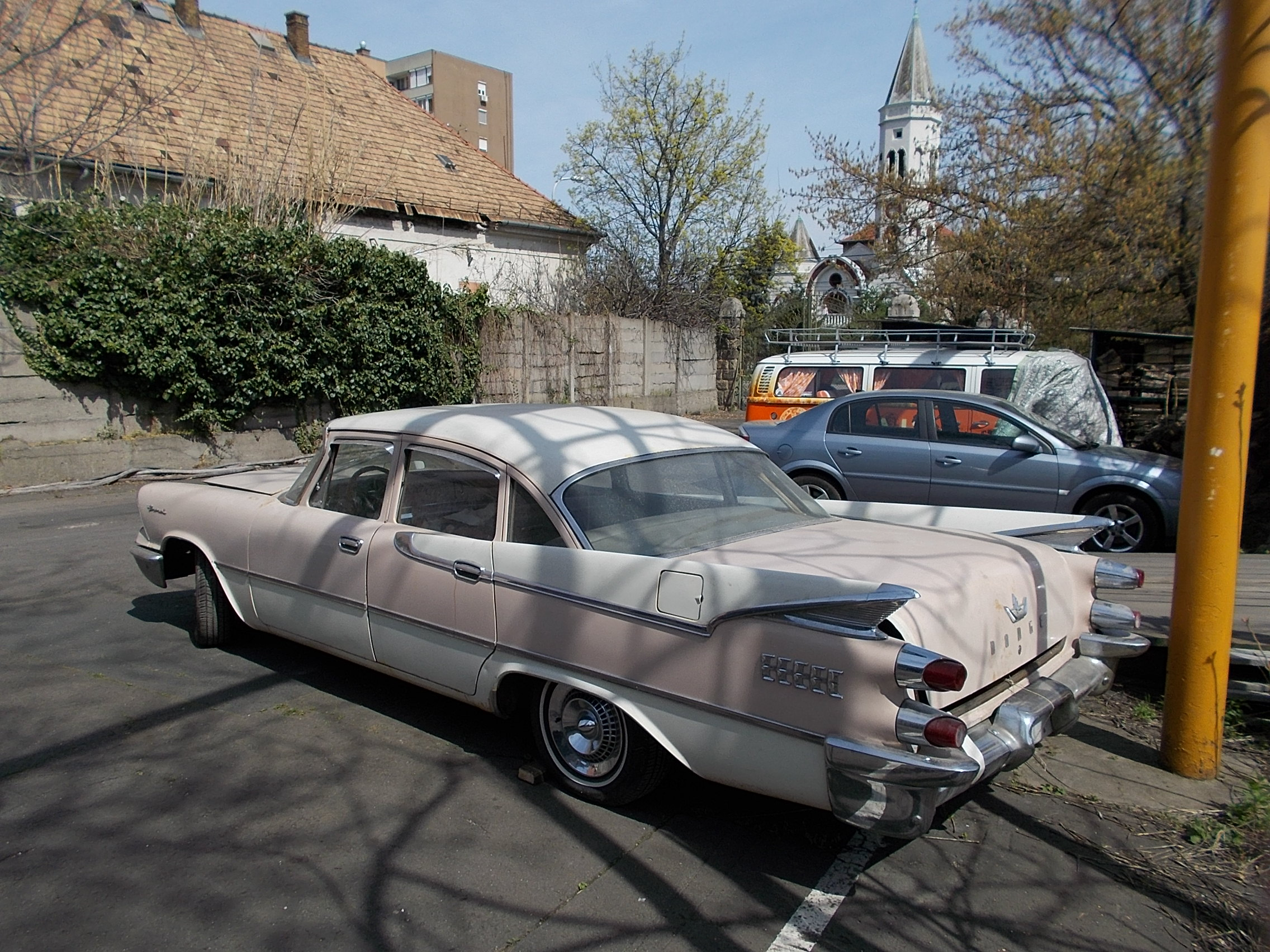

Coronet, Royal і Custom Royal 1958 і 1959 рр. використовували шасі DeSoto Fireflite, але мали менш пишне оздоблення. Сила йшла від 230 куб. дюймової (3.8 л) L-head рядної шістки "Getaway" чи 325 куб. дюймового (5.3 л) "Red Ram" V8. В 1959 році в лінійці Coronet також пропонувалась модель Silver Challenger. Ця модель з рядною шісткою або V8 була доступна лише в срібному кольорі, і лише з 2-дверним кузовом. Вона виходила з багатьма додатковими безкоштовними рисами, такими як суцільні ворсисті килимки, спеціальні білостінні шини і ковпаки коліс, розкішні тканини і оновлений інтер’єр та електричні двірники вітрового скла. Загальна довжина була збільшена до 217.4 дюймів.
Dodge Custom Royal також збирався Chrysler Australia з початку 1958 по 1960 рр..
Dodge Coronet – єдиний відомий справжній екземпляр JATO Rocket Car legend. Для реклами передніх барабанних гальм з подвійним приводом «повного контакту» на Dodge, один комплект JATO встановили на Dodge Coronet 1958 року і проїхали на великій швидкості через сухе озеро Ель Міраж. Ця телереклама транслювалась протягом шоу Лоуренса Велка, яке спонсорував Dodge.

## П’яте покоління (1965–1970)

### 1965–1967

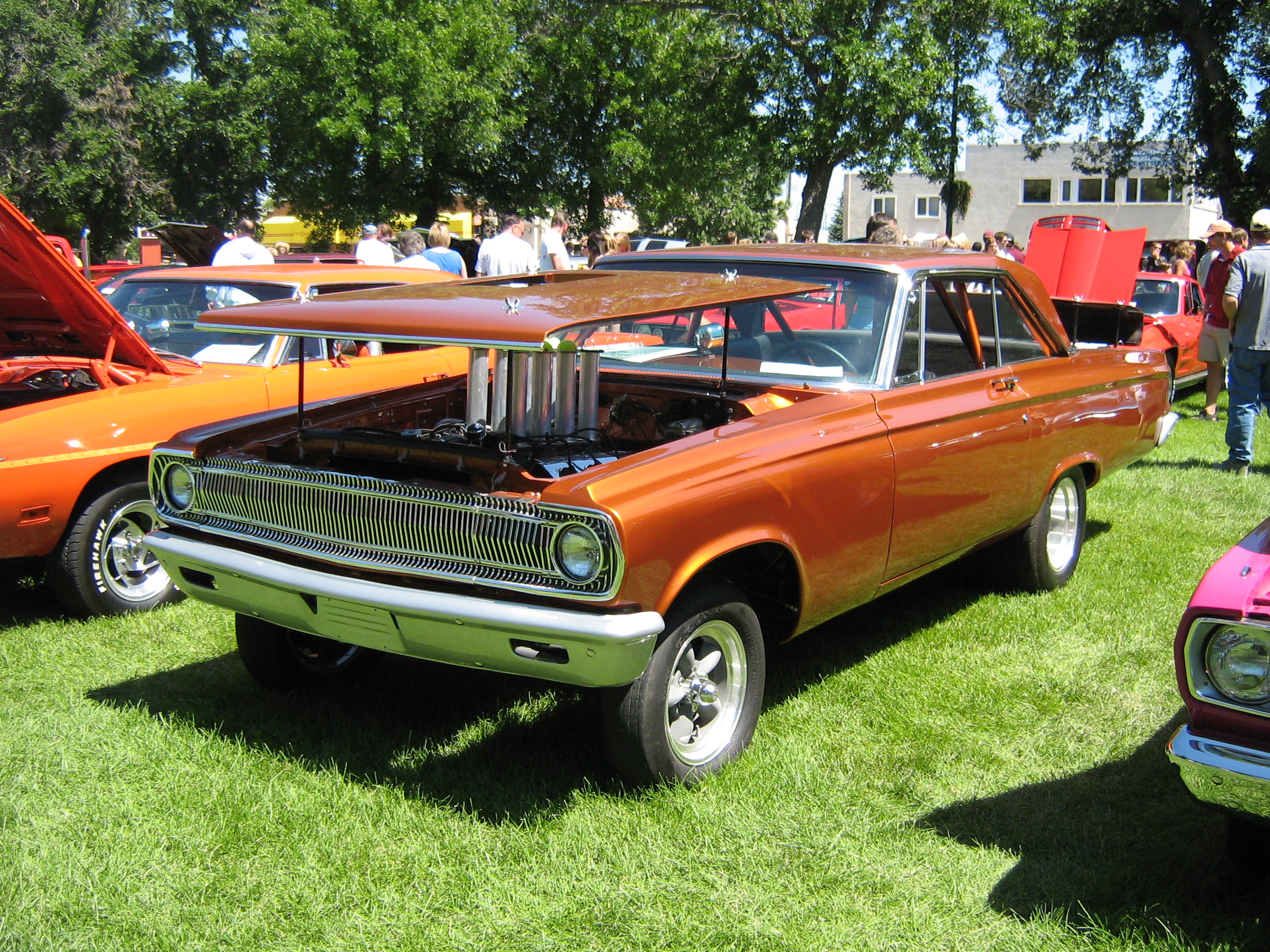
2-дв. седан AFX 1965 року

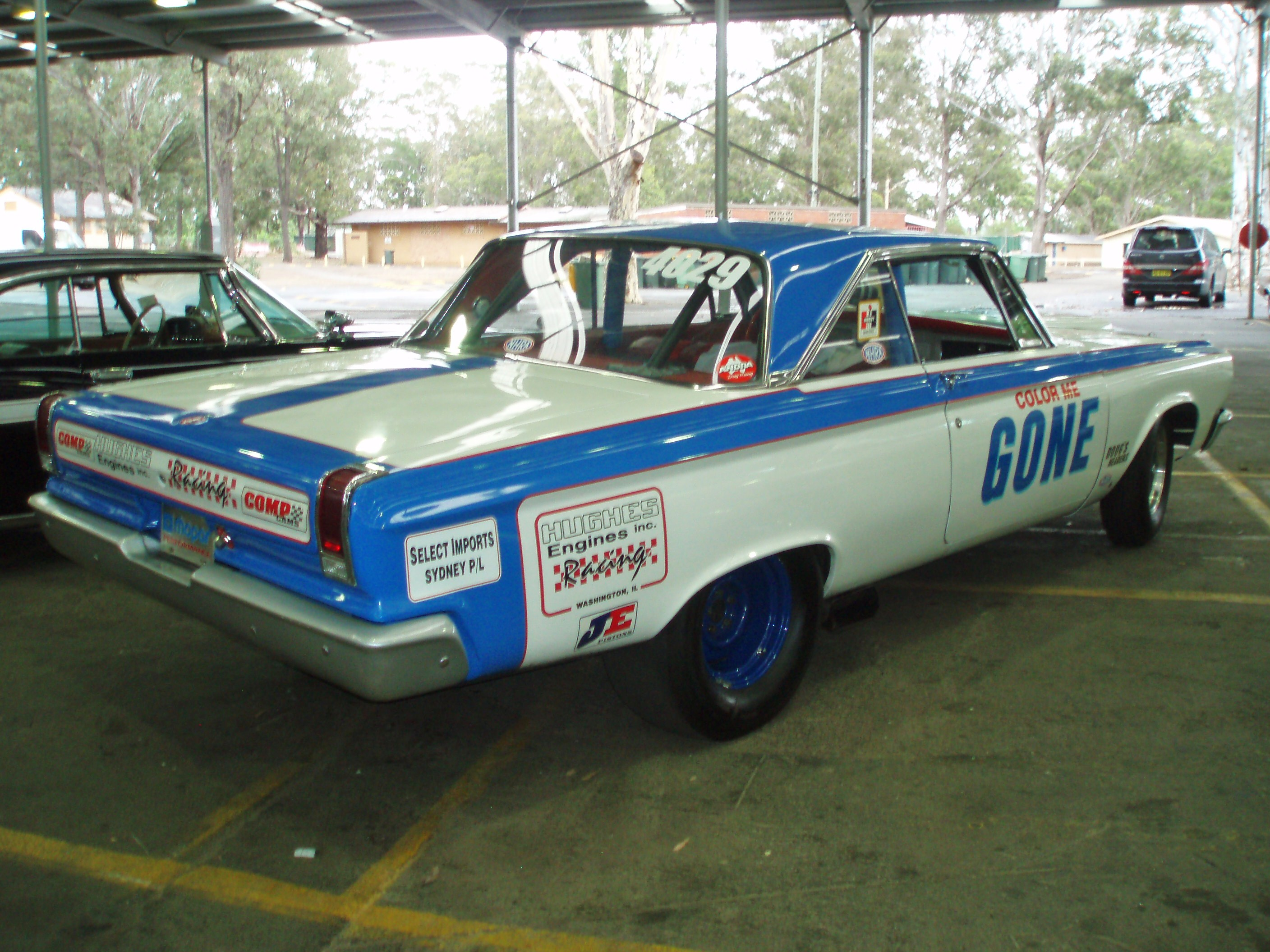

Coronet відродився для 1965 модельного року як середньорозмірний кузов B на 117-дюймовій колісній базі. Для 1965 року, Dodge продав дещо більше 209,000 машин, роблячи Coronet найбільш популярною моделлю Dodge того року. Рівні оздоблення спочатку були: базовий Coronet, разом з версією Deluxe, Coronet 440 і Coronet 500.
Базовий Coronet і Deluxe були доступні як 2-дверні седани, 4-дверні седани і універсали. Лише для 1965 року, Dodge також продав лише 101 машину модифікованої версії колісної бази базового 2-дверного седана Coronet і хардтоп 440 був використаний для дрег-рейсингу NHRA. Модель, відома як A990, йшла з гоночною версією двигуна 426 Hemi. Автомобіль A990 був позбавлений всіх зручностей і мав базові окремі сидіння від вантажно-фургонної лінійки автомобілів Dodge. Змінена колісна база внаслідок стала суспільно відомою як Funny Cars, через їхні подовжені передні кінці. Ремні безпеки передніх сидінь і м’яка панель були стандартними.

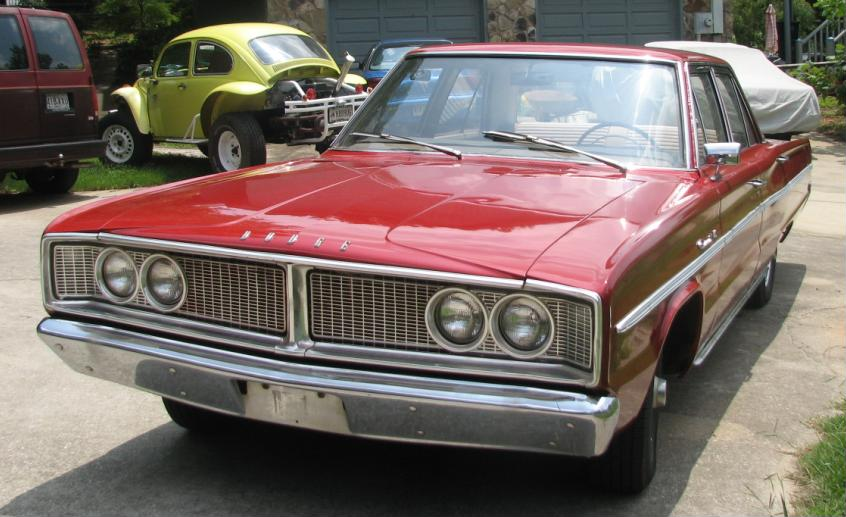
4-дв. седан 440 1966 року

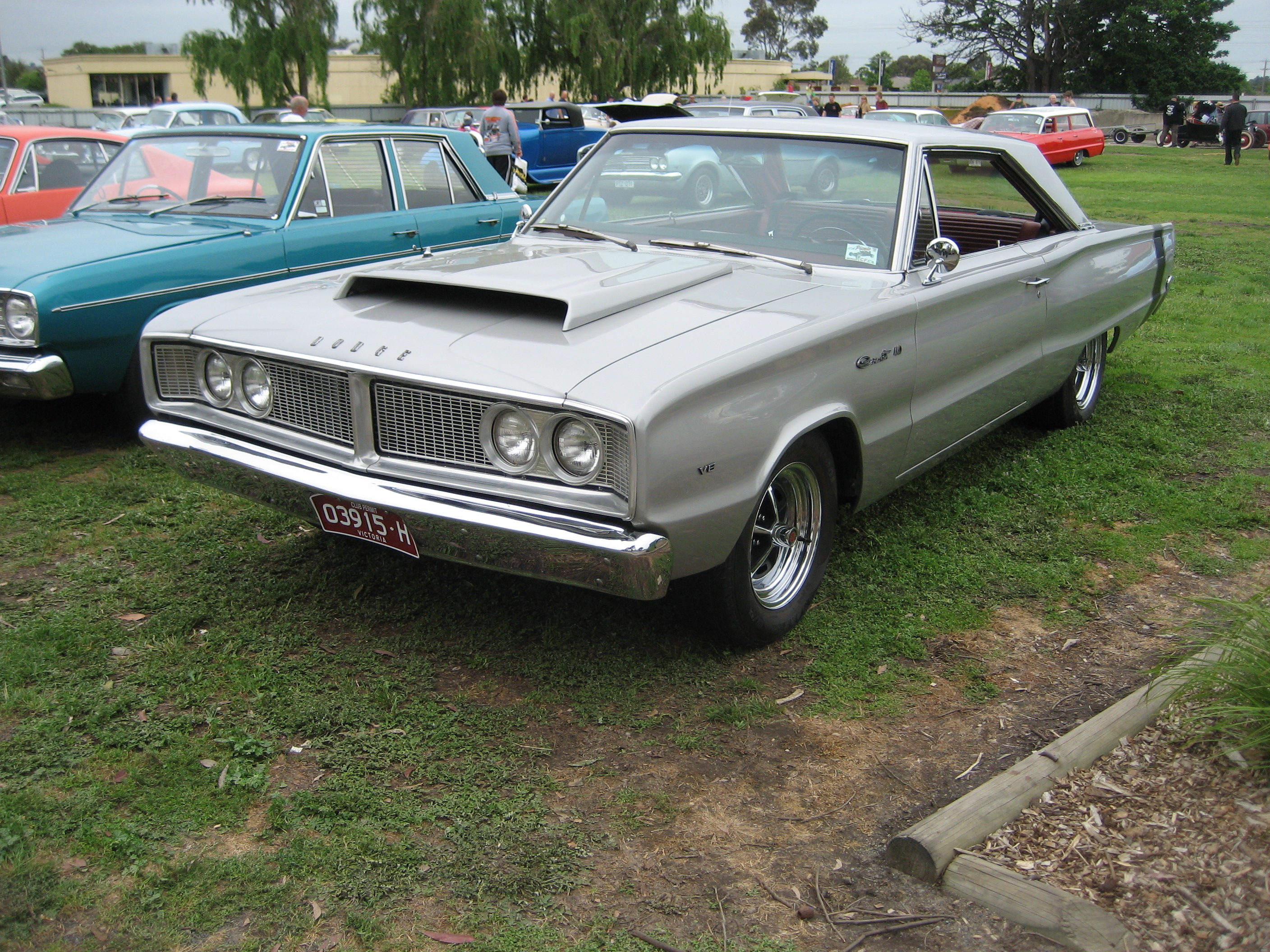
2-дв. хардтоп 440 1966 року

Серединою лінійки Coronet був 440 і був доступний як 2-дверний хардтоп, кабріолет і універсал. Позначення 440 не означало об’єм двигуна як зазвичай прийнято. The nomenclature was a carryover theme from the 1963–64 Polara series. Вгорі лінійки Coronet перебував Coronet 500 і був доступний лише як 2-дверний хардтоп чи кабріолет в 1965 році. Було продано трохи більше 33,300 машин в 1965 році, які мали в стандарті двигун V8 (273 куб. дюйми), зовнішнє оздоблення і значки, роздільні сидіння, м’яку панель і хромовану консоль на підлозі. Coronet виготовлялись на заводі Chrysler в Лос-Анджелесі і на заводі Lynch Road в Детройті. В 1965 році гама двигунів включала базовий 225 Slant-Six, 273, 318 (Polyhead), 361 (останнім роком для цього великого двигуна був 1966), 383 і 426 в множинних виборах к. с. В списку дилерської брошури був доступний 413 (його останній рік пропозиції), але без жодних існуючих записів цього двигуна, який використовувався спільно на Imperial, ставився в Coronet у 1965 році. Тахометр був опційним.

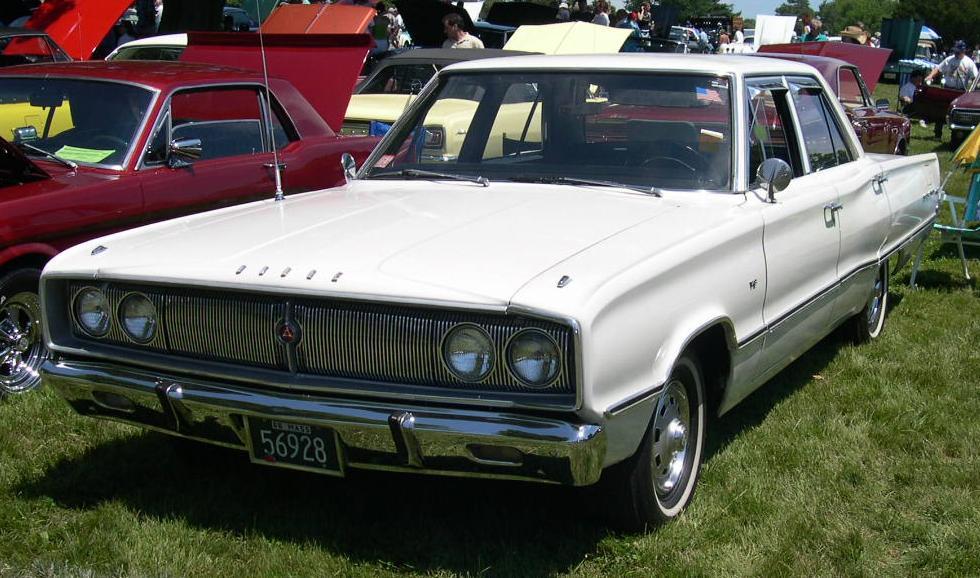
4-дв. седан 1967 року

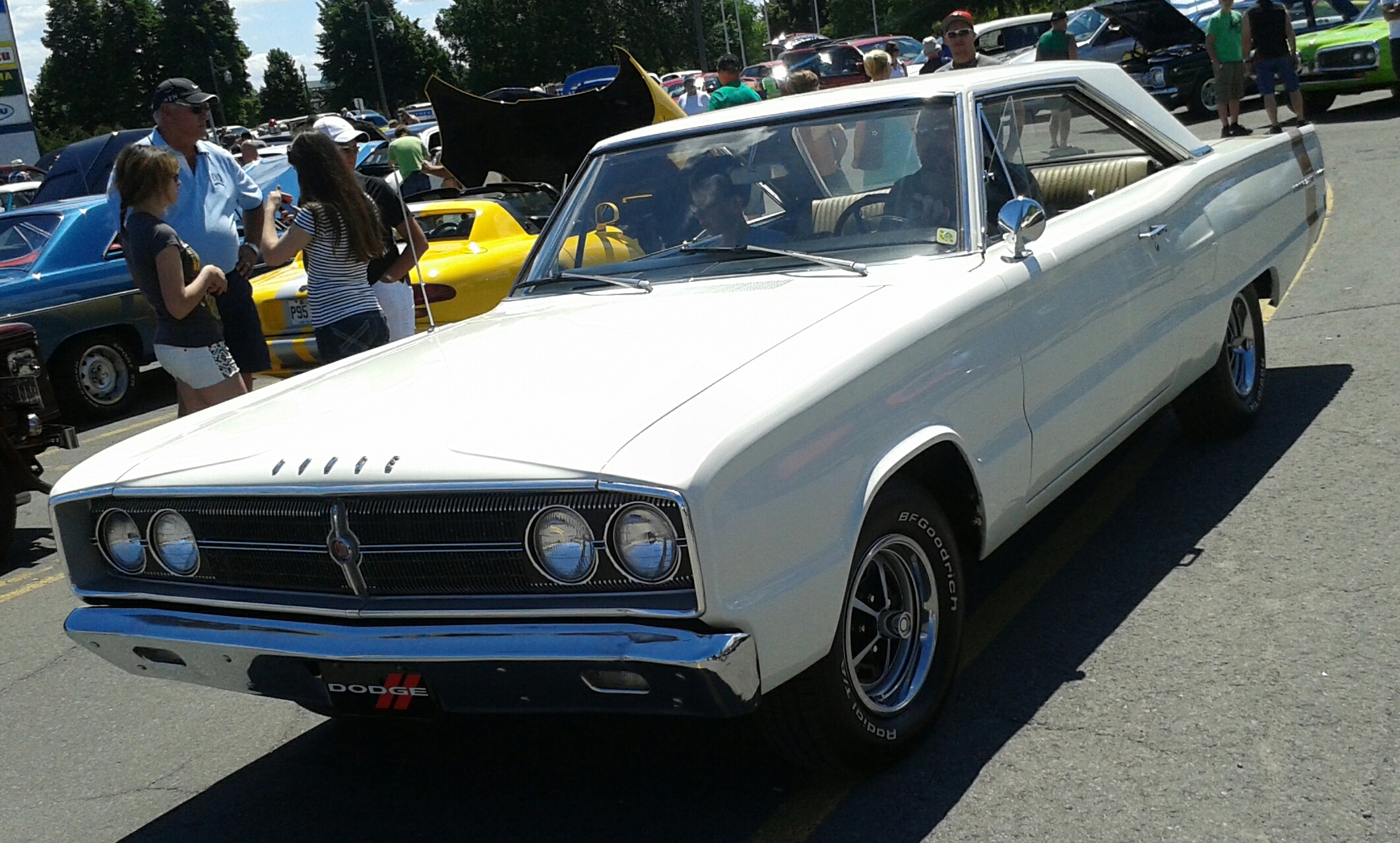
2-дв. хардтоп 1967 року

В 1966 році був доданий 4-дверний Coronet 500, під назвою Coronet 500 SE (Special Edition). Він мав спеціальні логотипи "SE" на задніх стійках і на спинці сидіння. Універсал Coronet 500 не буде пропонуватись до 1968 року. Coronet отримав редизайн в 1966 році, і оновлення в 1967. Рівні оздоблення були базовий Coronet, Coronet 440 і Coronet 500. В 1966 був представлений Coronet Deluxe, вміщаючись між базовим Coronet і Coronet 440. Coronet R/T був представлений в 1967 році.
Coronet R/T був доступний як 2-дверний хардтоп чи кабріолет. Стандартним двигуном був найбільший крайслерівський, 440-куб. дюймовий V8, який розточили до 375 к. с. і прозвали Magnum. Єдиною опцією двигуна був 426-куб. дюймовий Hemi, вже як другий рік у "вуличному" режимі і знову мав 425 к. с. В сумі додалось $908. Вибір трансмісій була відмінна 3-ступенева автоматична TorqueFlite від Mopar чи 4-ступенева ручна.
Коли 426 Hemi був зроблений доступним загальній публіці для 1966 модельного року, його можна було замовити в будь-якій моделі Coronet чи рівні оздоблення. Не виявлено жодного універсала Coronet оснащеного Hemi, але відомо про існування кількох 4-дверних седанів Coronet Deluxe. В сумі було збудовано лише 136 Coronet 500 Street Hemi в 1966 році. Починаючи з 1967 року, Chrysler вирішив, що Hemi має бути доступним лише в мускул-карах їхніх марок: Dodge Charger і Coronet R/T та Plymouth Belvedere GTX. Топовою опцією двигуна для решти лінійки Coronet мав би бути 383-куб. дюймовий, 4-камерний V8. Замість нього, були виготовлені кілька 2-дверних седанів Coronet Deluxe оснащених Hemi в 1967 році. Також відомо про один 2-дверний хардтоп Coronet 440 1967 року, оснащений Hemi, і один 2-дверний хардтоп Coronet 500 1967 року, з Hemi, який не є серед 55 автомобілів Super Stock WO23, виготовлених для дрег-рейсингів Dodge.

### 1968–1970

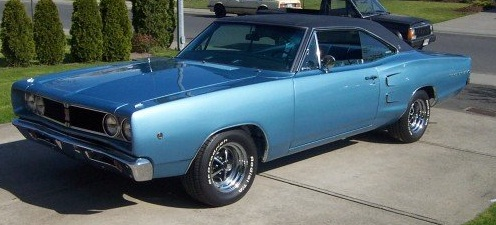
2-дв. хардтоп 500 1968 року

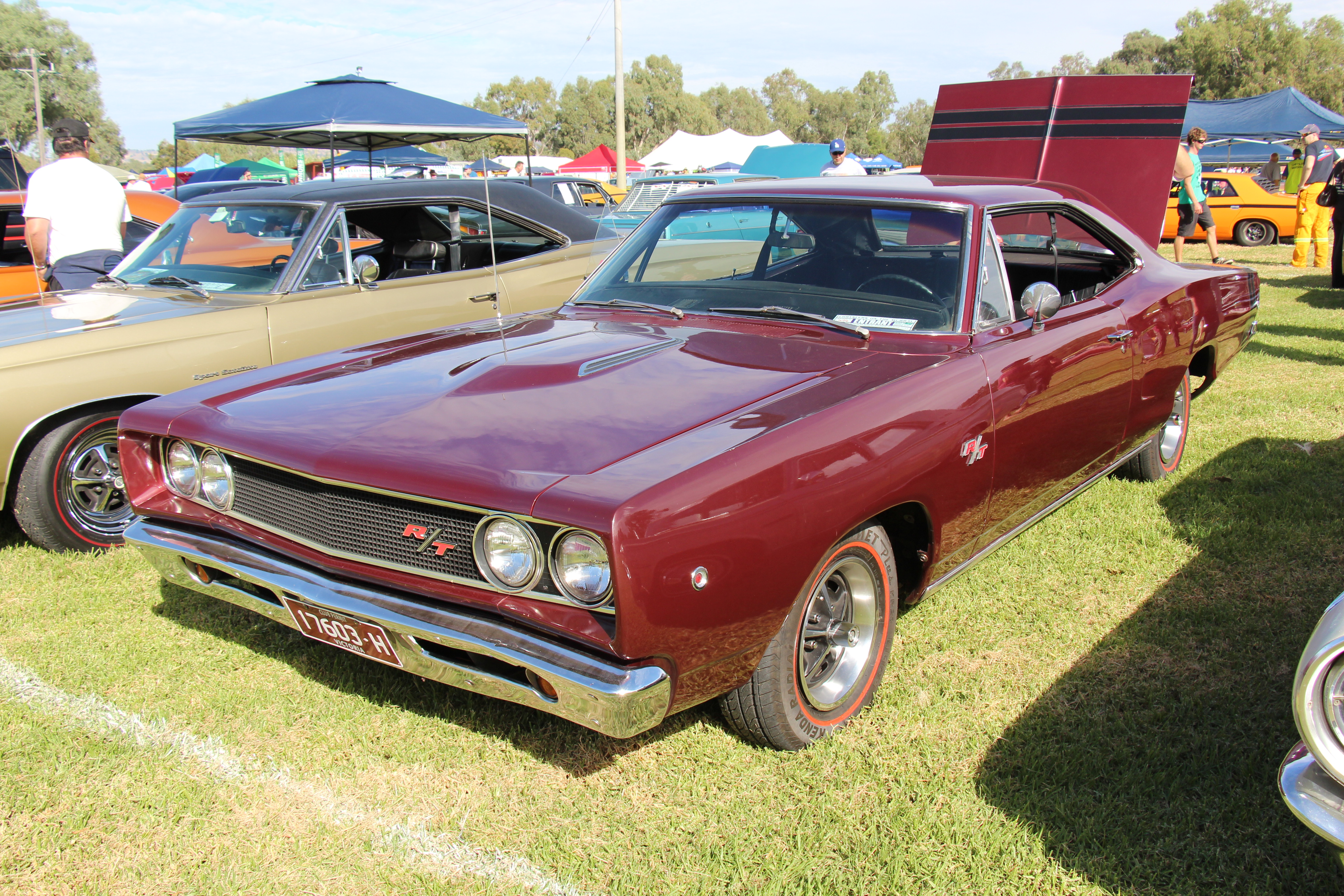
2-дв. хардтоп R/T 1968 року

Coronet і подібний Plymouth Belvedere отримали повні редизайни в 1968 році, як і Dodge Charger, який ділив платформу кузова B. Відбулось легке оновлення в 1970 році. Рівні оздоблення спочатку включали базовий Coronet, Coronet Deluxe, Coronet 440, Coronet 500 і Coronet R/T. Coronet Super Bee був представлений на початку 1968 року як компаньйон Plymouth Road Runner. Дотримуючись позиції Dodge про позицію над Plymouth, Super Bee ділив комбінацію приладів Rallye від Charger і заднє оздоблення панелі Coronet 440.
Як у 1967, 440-куб. дюймовий RB V8 був лише доступний на Coronet R/T в 1968. 426-куб. дюймовий Hemi V8 був обмежений застосуванням лише на R/T і Super Bee, але відомо про збудовані два Coronet 440 1968 року з цим двигуном.

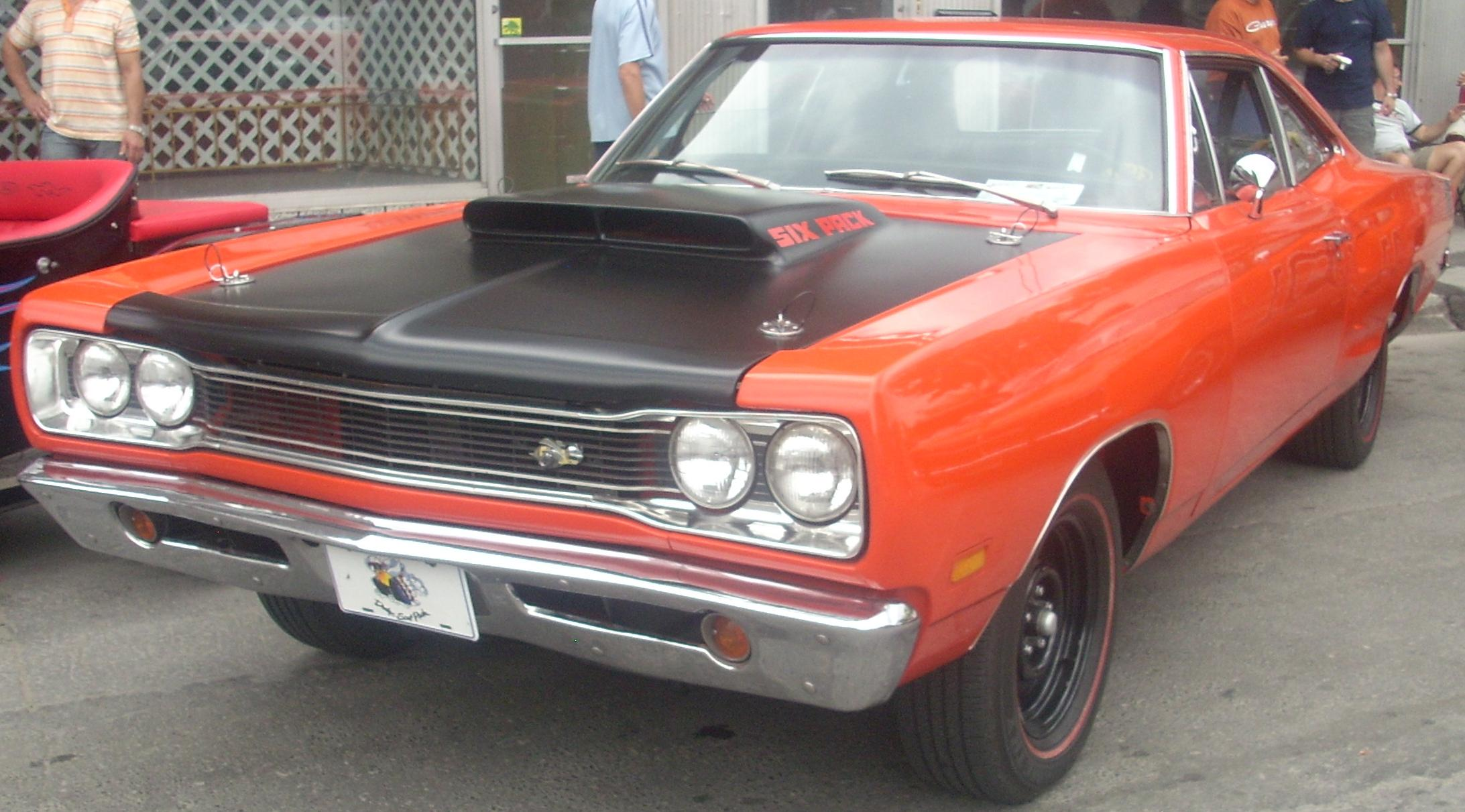
2-дв. хардтоп Super Bee 1969 року

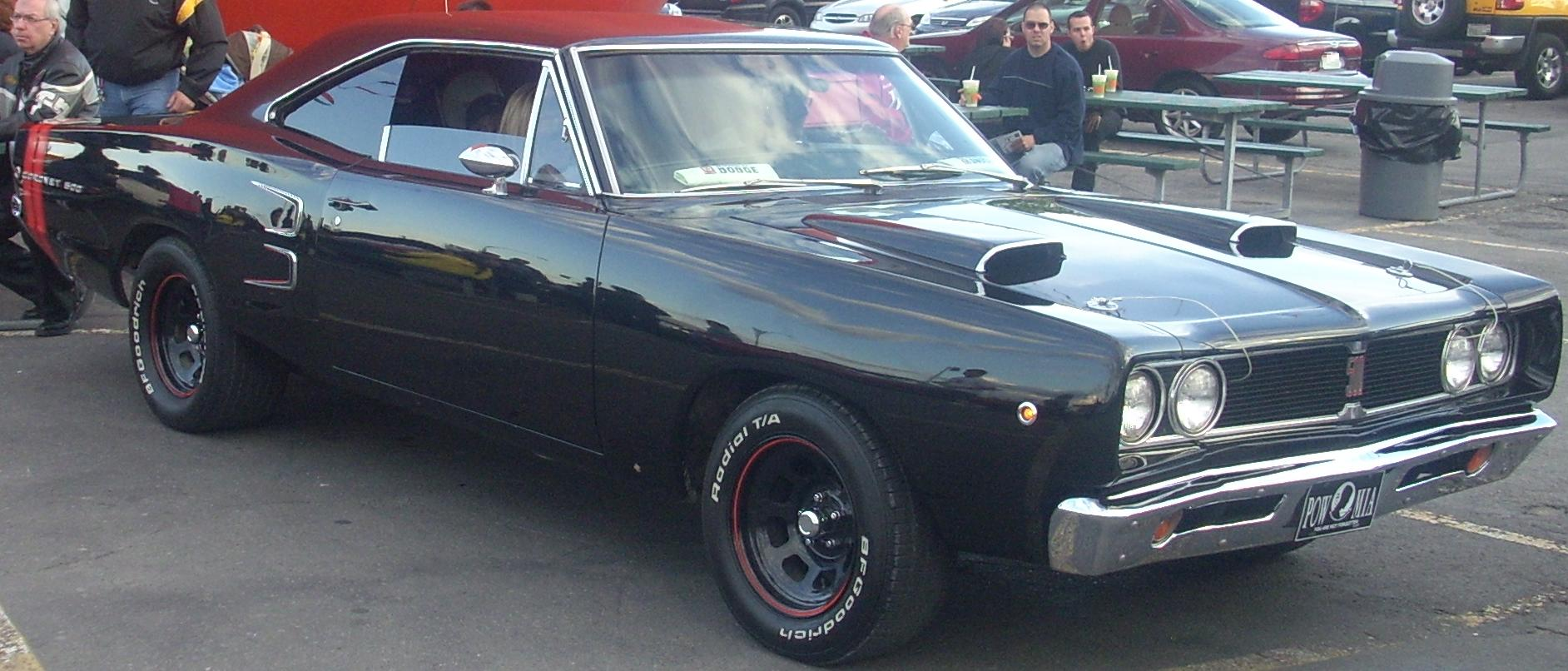
2-дв. хардтоп 500 1969 року

В середині 1969 був представлений пакет A12 на Super Bee. Він включав версію 440 з 390 к. с. (291 кВт) з трьома 2-камерними карбюраторами Holley на алюмінієвому впускному колекторі, чорний знімний капот зі скловолокна, який закріплявся металевими шпильками, підвіска напруженого режиму і 15-дюймові сталеві колеса без ковпаків. Капот мав інтегрований повітрозбірник повернутий вперед, який герметизував повітряний фільтр і мав червоні написи «SIX PACK» на кожному боці. Назва "Six Pack" використовувалась для позначення набору з 6-камерним карбюратором, який встановлювався на Dodge (Plymouth йшов з "440 6-камерним" на A12 Road Runner). A12 Super Bee міг мати більшість опцій Super Bee, за винятком кондиціонера й пакету шин і коліс. Опція A12 була доступною лише в 1969 році, але 440 6-камерний повернувся в 1970 році як опційний двигун на обидва Super Bee і Coronet R/T.

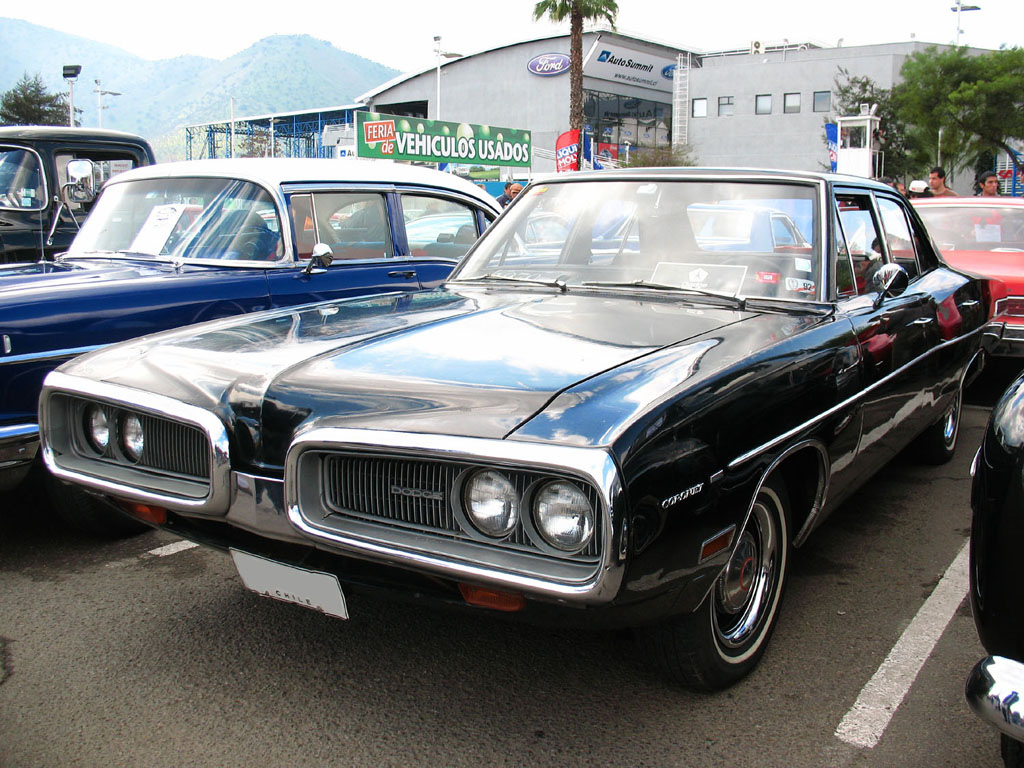
4-дв. седан 1970 року

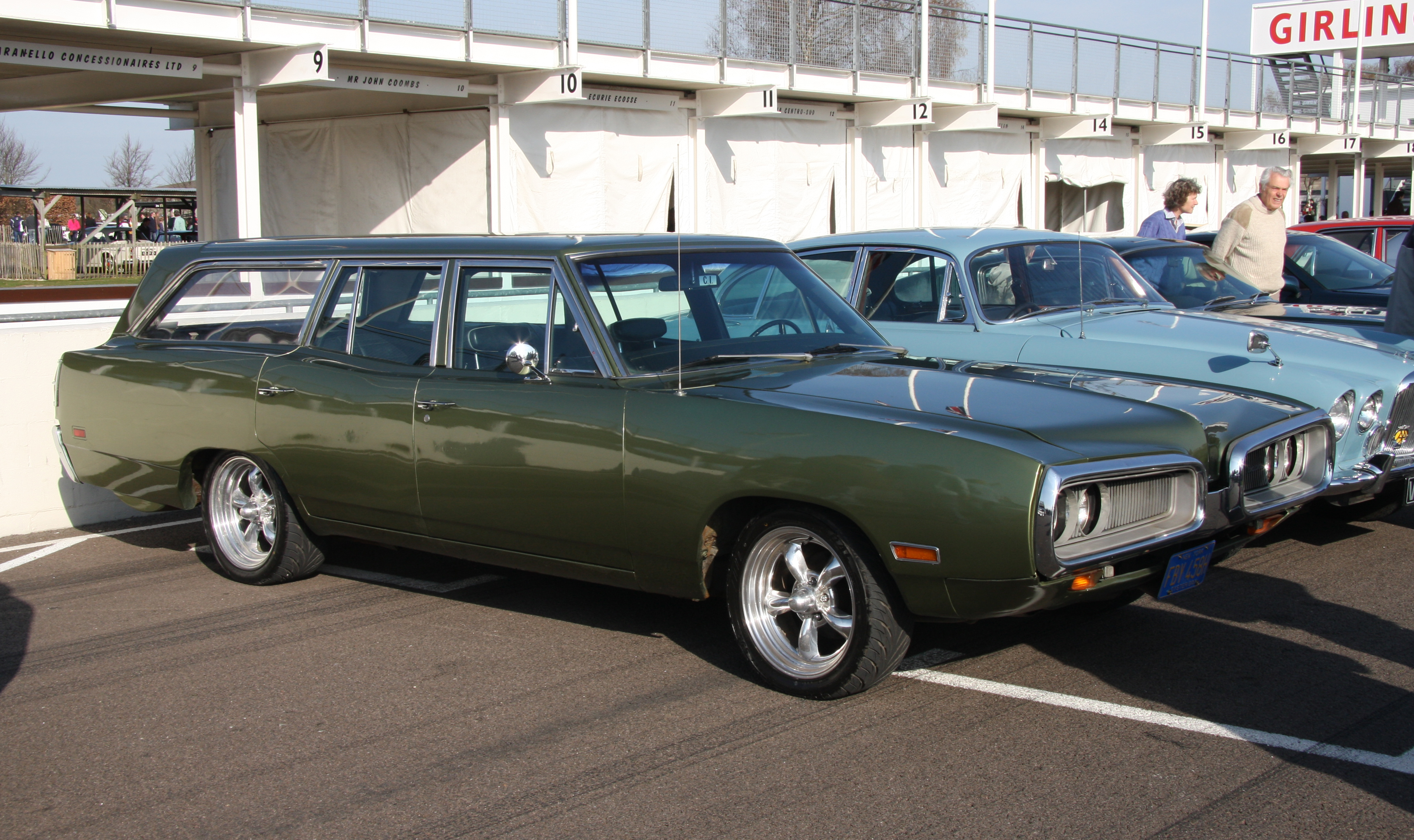
4-дв. універсал 500 1970 року

Базовий Coronet і Deluxe були доступні як 2-дверні купе, 4-дверні седани чи універсали. Базовий Coronet відкинули в 1969 році, залишивши Deluxe найнижчим рівнем оздоблення протягом 1970 року. Кабріолет Coronet 440 був відкинений в 1968 році, але 2-дверне купе було додане разом з 2-дверним хардтопом, 4-дверним седаном і універсалом. Це залишиться в лінії протягом 1970. Coronet 500 зберіг свій 2-дверний хардтоп, кабріолет і 4-дверний седан протягом 1970. Універсал Coronet 500 дебютував в 1968 році, продовживши протягом 1970. Оздоблення фальшивою дерев’яною панеллю було стандартним на універсалі Coronet 500.
Coronet R/T 2-дверний хардтоп і кабріолет були протягом 1970.

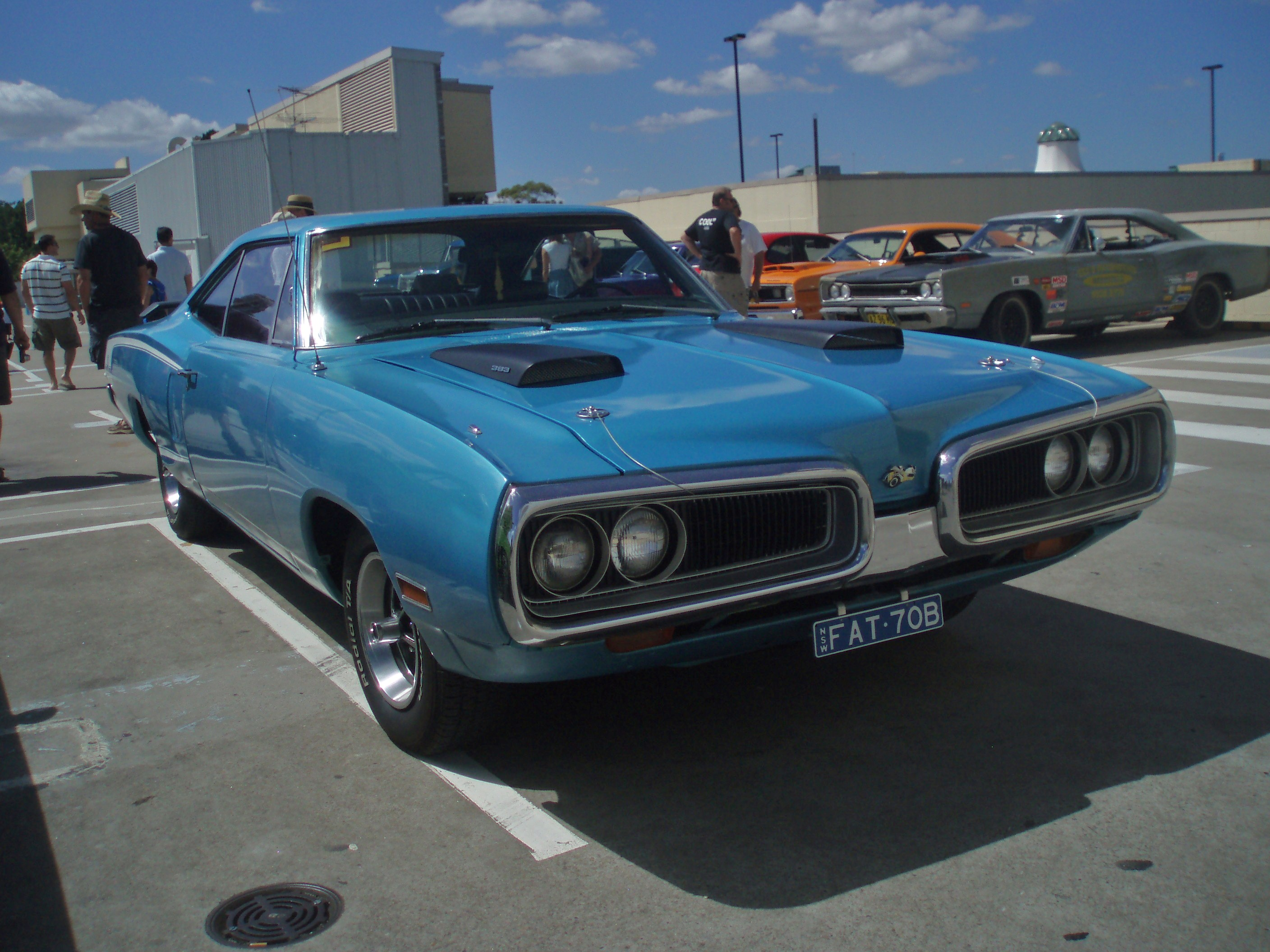
2-дв. хардтоп Super Bee 1970 року

Super Bee був лише доступний як 2-дверне купе чи 2-дверний хардтоп. Chrysler зробив показ кабріолета зі смужками Super Bee на авто шоу в 1968 році, але ніколи не пропонував його у виробництві. Деякі ентузіасти створили «вигадані» кабріолети Super Bee з додаванням належного оздоблення і смужок на кабріолети Coronet 500.
Dodge Super Bee був мускул-каром обмеженої серії від підрозділу Dodge, який випускався в 1968–1971 рр.. Початковий Super Bee базувався на Dodge Coronet, лише 2-дверній моделі і вироблявся в 1968–1970 рр.. Це був мускул-кар Dodge за низьку ціну, рівний Plymouth Road Runner, і коштував $3,027. Доступний з двигуном Hemi, ця опція збільшила ціну до 33%, тож було продано лише 125 моделей з цією опцією двигуна. Super Bee включав підвіску напруженого режиму, опційну 4-ступеневу ручну трансмісію Mopar A-833, з шинами високої продуктивності, і смугою (з логотипом бджоли) навколо хвоста. Назва "Super Bee" була зміщена з кузова "B" до середньо-розмірних автомобілів Chrysler, які включали Coronet.
Версія «six-pack» (три 2-камерні карбюратори) двигуна 440 була додана до переліку всередині року. Цей двигун був між стандартним і Hemi як опція за $463. 1969 модельний рік дав клієнтам кілька двигунів на вибір від базового 383 к. с. (висока продуктивність), 440 six pack і 426 Hemi V8. 440 Magnum (4-камерний) не був доступний як опція, його запасли для Coronet R/T.
В 1970 році Super Bee було надано інший вигляд передньої частини, яка складалась з подвійної овальної решітки, яку називали «крила джмеля». Окрім нового вигляду, двигуна, так само як і капоту «ramcharger» (який ставився на моделі з 1969 року), продажі моделі 1970 року знизились. В 1970 році Dodge також виробив чотири кабріолети Super Bee; яка доля тих машин – невідомо.

## Шосте покоління (1971–1974)

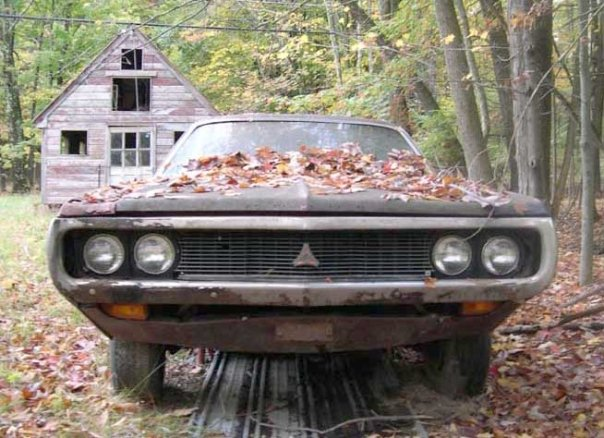
4-дв. седан 1971 року

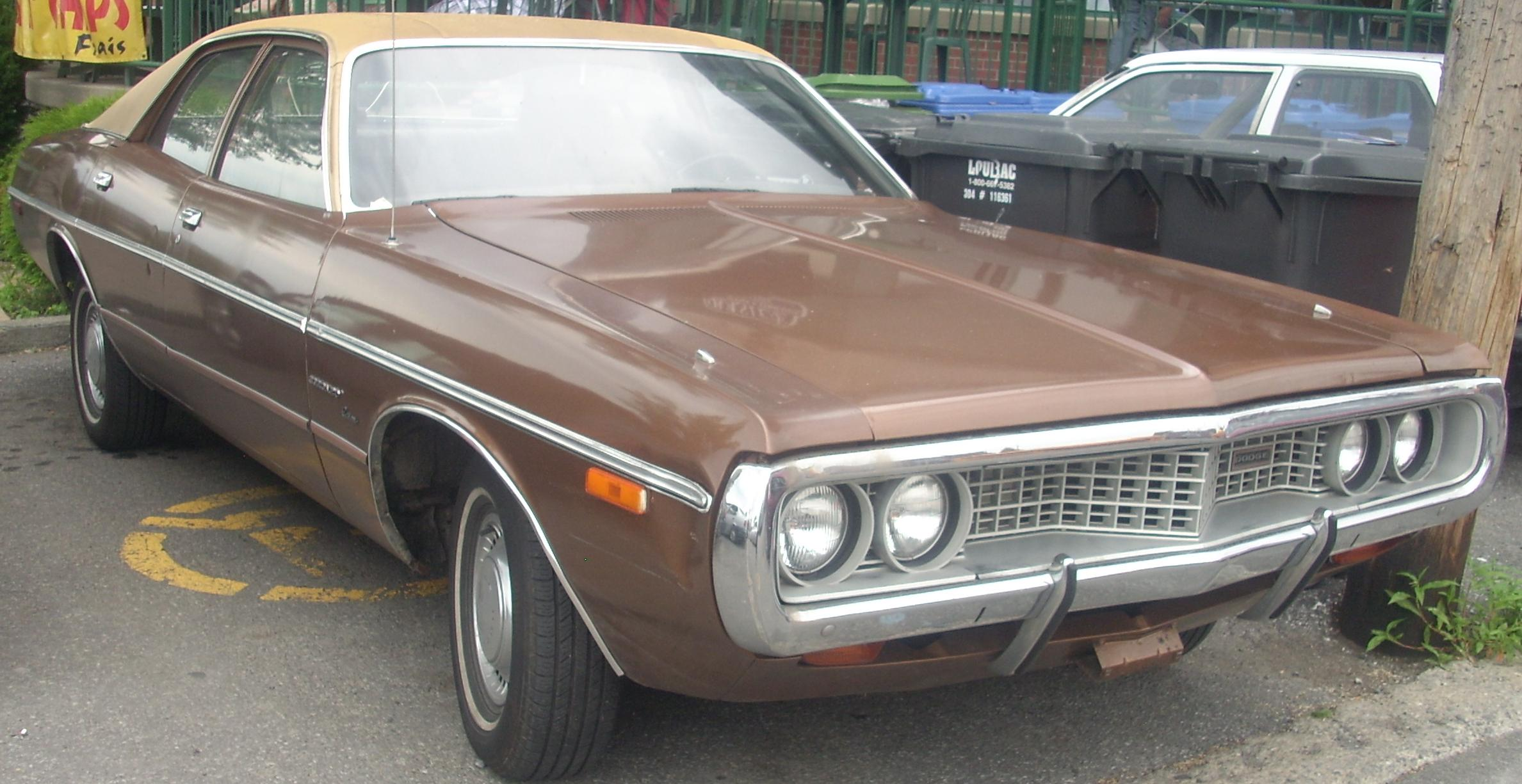
4-дв. седан 1972 року

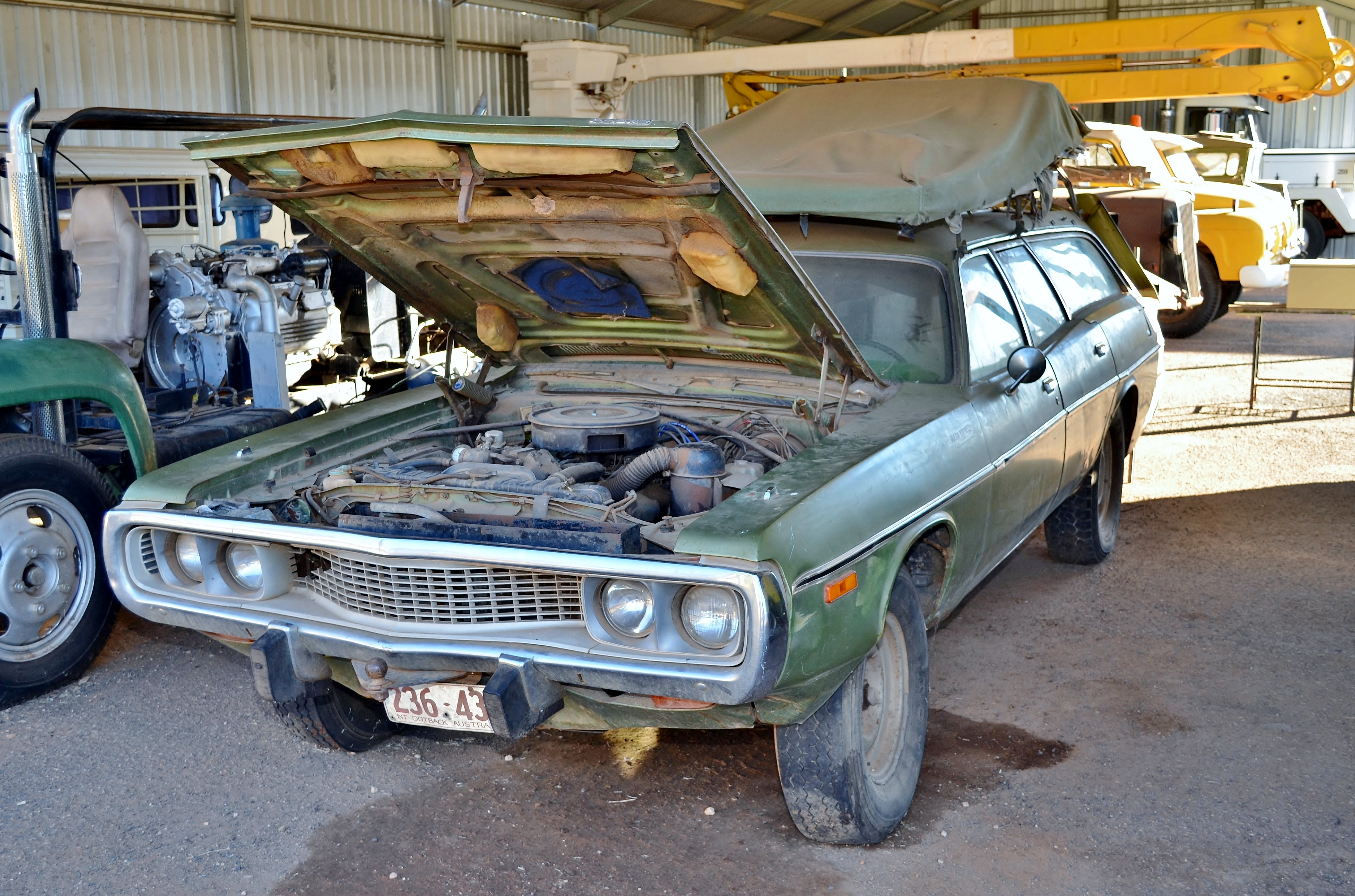
4-дв. універсал 1973 року

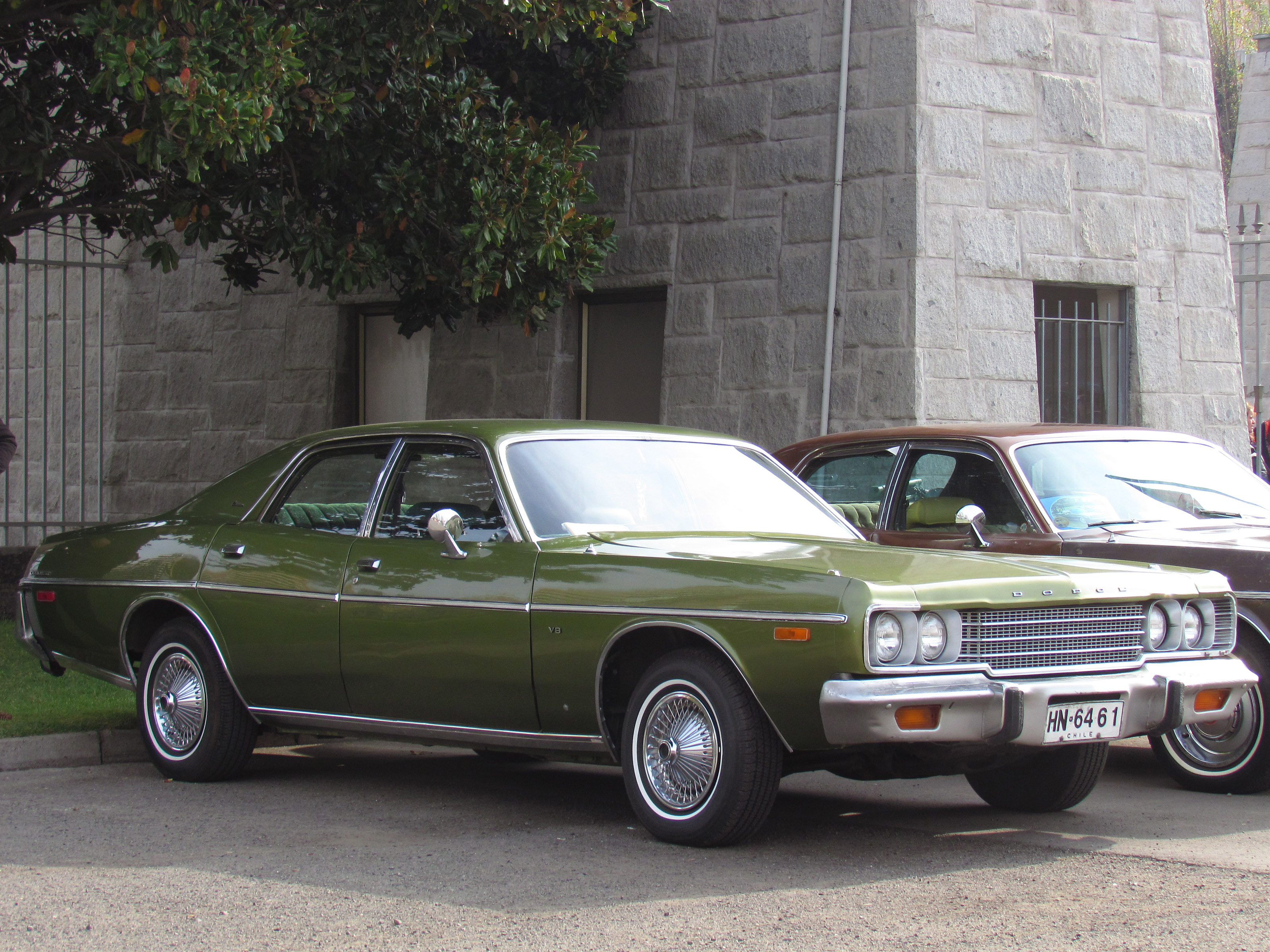
4-дв. седан 1974 року

### 1971–1972
Новий Coronet був близнюком 4-дверного Plymouth Satellite і мав більш плавний стиль. Він пропонувався лише як седан і універсал, а споріднений і також оновлений Dodge Charger займав ринок купе. Легка зміна решітки радіатора, передніх фар і задніх ліхтарів прослідувала в 1972 році. З цієї миті продажі Coronet були досить низькі, з приблизно 80–90,000 виготовлених щороку аж по 1973 (в порівнянні зі 196,242 у 1968 році), через паливну кризу і проліферацію моделей Dodge і Plymouth, та зростаючий ефект злиття з іншими брендами корпорації Chrysler.

### 1973
На додачу до звичайних змін решітки радіатора, ліхтарів і інтер’єру, Dodge представив свою систему додаткових глушників та гумових ізоляторів вібрації «TorsionQuiet», даючи значно м’якшу їзду і менший шум в салоні.

### 1974
Були рестайлингові передня й задня зовнішні панелі, особливо задній бампер, який відповідав вимогам DOT 1974 року. Кузов седан буде базовим для пізніших Coronet (і його близнюка Plymouth Fury) аж по 1978 модельний рік.

## Сьоме покоління (1975–1976)

### 1975

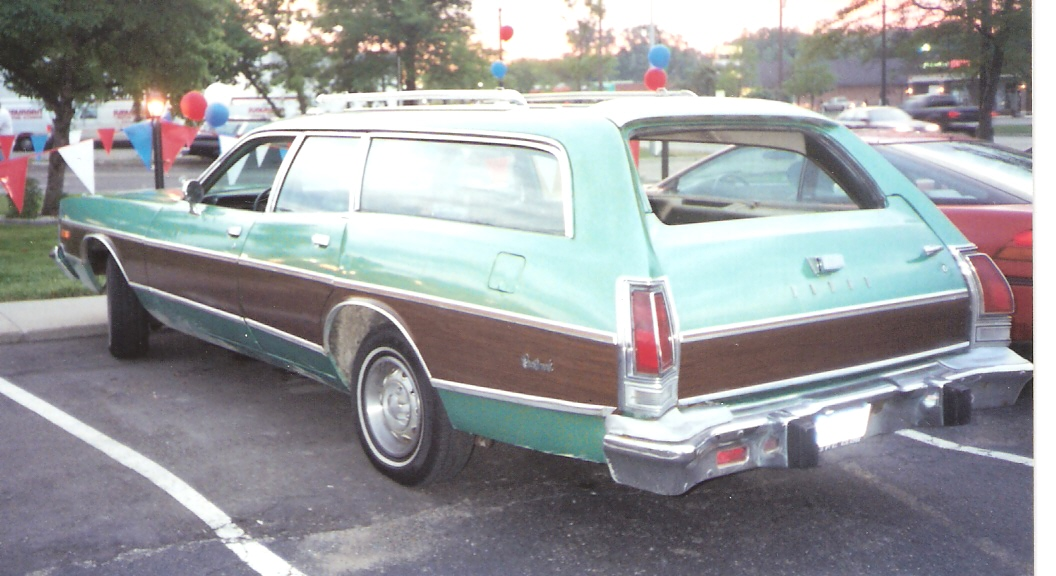
Універсал 1975 року

В 1975 році автомобілі отримали освіження з більш кутастим кузовом, і після 4-річної відсутності від закінчення 1970 модельного року, повернулась лише у 1975 модельний рік 2-дверна модель Dodge Coronet. Вона також ділила багато чого спільного з 2-дверною моделлю Dodge Charger Sport, який з’явиться лише в наступному модельному році. Передня панель була перероблена з двома наборами круглих спарених фар, які ділились з тогочасним конкурентним двійником Plymouth Fury.

### 1976

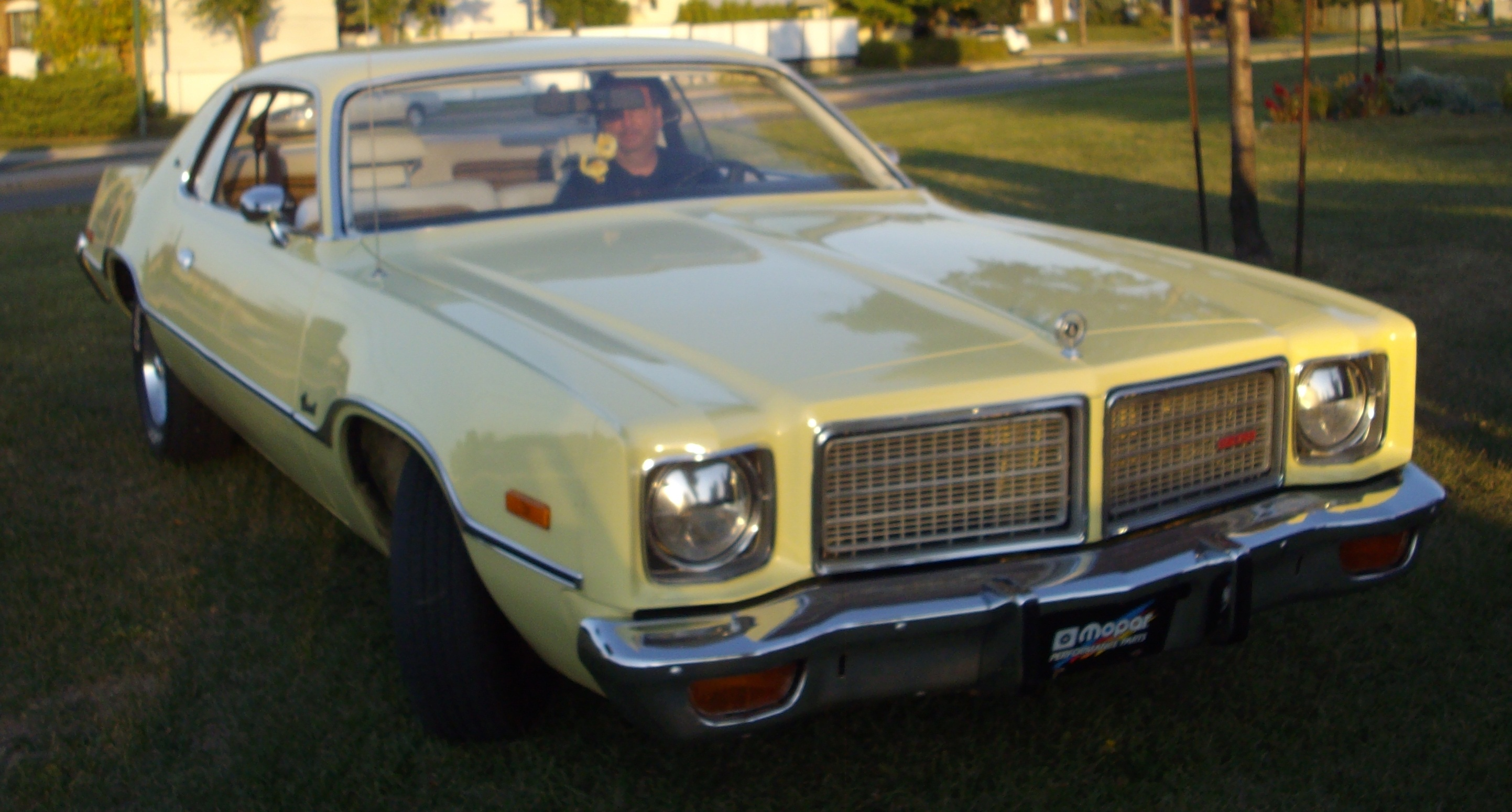
2-дв. купе 1976 року

1976 був фінальним модельним роком для Dodge Coronet, щонайменше поки лише для Coronet; також його вибір кузовів був зменшений аж до лише двох 4-дверних моделей, 4-дверний універсал і 4-дверний седан. Колишня 2-дверна модель Dodge Coronet, яка з’явилась лише для попереднього модельного року, була замінена на 2-дверну модель Dodge Charger Sport, яка, собою, з’явилась лише на один модельний рік. Протягом наступного модельного року (1977), середньо-розмірний Dodge Coronet перейменували в Monaco, який мав вмонтовані вертикально двійні прямокутні фари та інші незначні косметичні зміни, який забезпечив швидкий ріст продажів. Також, протягом того ж модельного року, повно-розмірний Dodge Monaco перейменували в Dodge Royal Monaco, який з’явився лише на один модельний рік і після того, обидва Dodge і Plymouth (які включали також всю лінійку двійника Dodge Royal Monaco, Plymouth Gran Fury) припинять виробництво всіх повно-розмірних моделей. Протягом наступного модельного року (1978), середньо-розмірний Dodge Monaco (який включав також всю лінійку двійника Plymouth Fury) з’явився востаннє (за всіх протягом решти 1970-х).
Dodge Coronet використовувався як назва для Dodge Diplomat для ринку Колумбії.